# 앙투안 드 생텍쥐페리
앙투안 마리 장-바티스트 로제, 생텍쥐페리 자작(1900년 6월 29일 ~ c. 1944년 7월 31일), 혹은 간단히 앙투안 드 생텍쥐페리(UK: /ˌsæ̃tɪɡˈzuːpəri/, US: /-ɡzuːpeɪˈriː/)는 프랑스의 작가이자 시인, 언론인이자 비행사였다.
리옹의 프랑스 귀족 가문에서 태어난 생텍쥐페리는 1920년대 초 상업 조종사 훈련을 받아 유럽, 아프리카, 남아메리카 전역에서 항공우편 노선을 운항했다. 1926년부터 1939년 사이에 그의 문학 작품 네 편이 출판되었는데, 단편 소설 비행사, 장편 소설 남방 우편기와 야간비행, 그리고 회고록 인간의 대지 (생텍쥐페리)가 그것이다. 생텍쥐페리는 제2차 세계 대전 당시 프랑스 공군에 입대하여 1940년 프랑스가 독일과 휴전할 때까지 정찰 임무를 수행했다. 공군에서 제대 후, 생텍쥐페리는 1941년부터 1943년까지 미국에서 망명 생활을 하며 미국이 참전하도록 설득하는 데 일조했다. 이 시기에 그의 작품 아라스 상공의 비행과 어린 왕자가 출판되었다.

생텍쥐페리는 전쟁 조종사의 최고 연령을 넘고 건강이 좋지 않았음에도 불구하고 1943년 자유 프랑스 공군에 합류하여 전투에 복귀했다. 1944년 7월 31일, 코르시카 상공에서 정찰 임무를 수행하던 중 생텍쥐페리의 비행기는 실종되었고, 추락한 것으로 추정된다. 2000년 마르세유 근처에서 잔해가 발견되었으나, 추락 원인은 여전히 알려지지 않았다.

## 어린 시절과 비행

18세기 이후 생텍쥐페리 가문의 문장

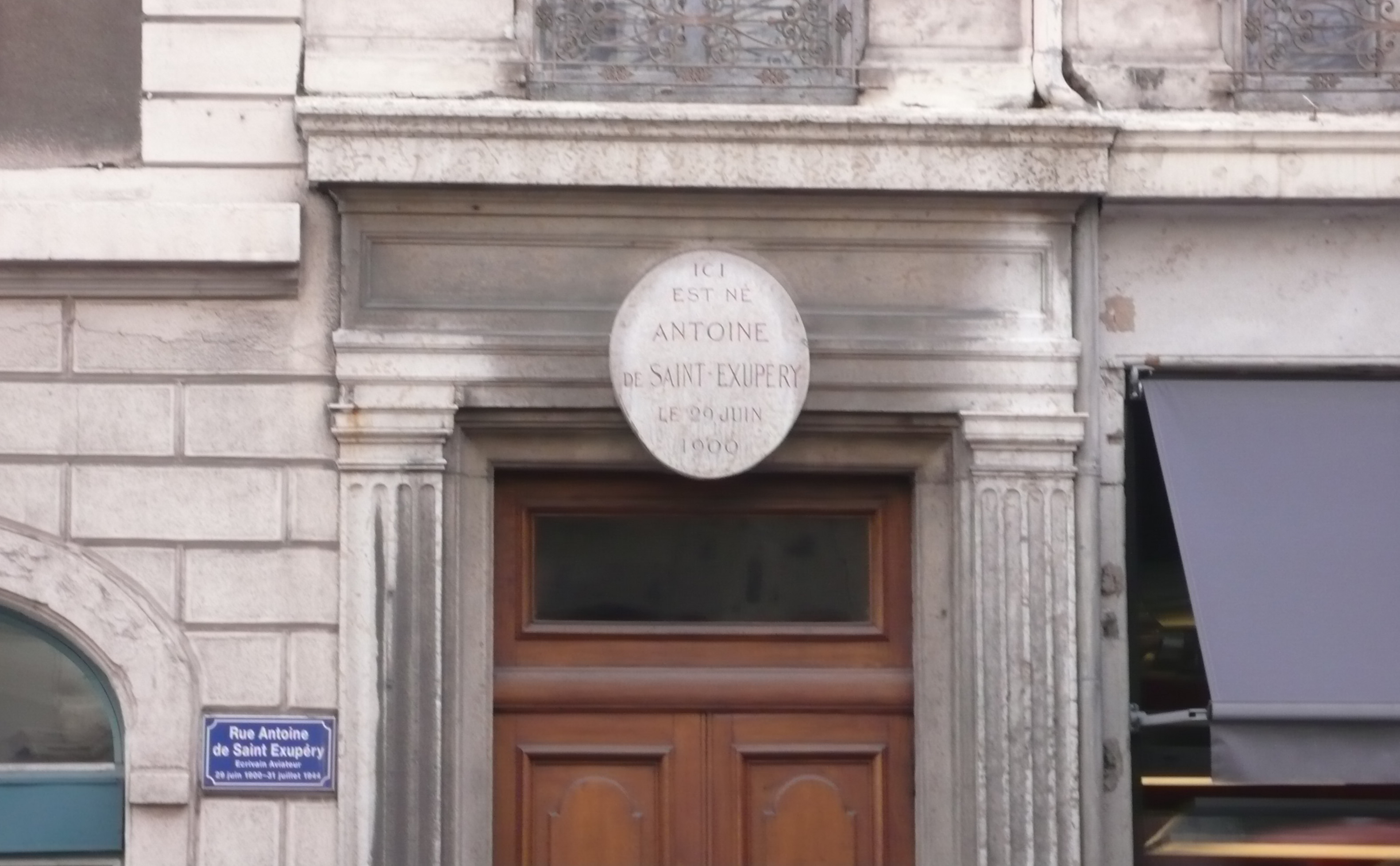
생텍쥐페리가 태어난 리옹 프레스킬 구역의 거리, 현재는 그의 이름을 따서 명명됨. 왼쪽 아래 파란색 건물

생텍쥐페리는 리옹에서 수 세기 동안 혈통을 이어온 프랑스 귀족 가톨릭 가문에서 태어났다. 그들의 성은 5세기 주교 성 엑스페리우스를 언급한다. 그는 장 드 생텍쥐페리 자작(1863–1904)과 그의 아내 마리 부아예르 드 퐁스콜롱브(1875–1972)의 셋째 아이였다. 그의 아버지인 르 솔레이(The Sun) 보험 중개 회사의 임원은 생텍쥐페리가 4살이 되기 전 라 푸역에서 뇌졸중으로 사망했다. 아버지의 죽음은 온 가족에게 영향을 미쳐 그들의 지위를 "가난한 귀족"으로 변화시켰다.
생텍쥐페리는 세 명의 누이와 남동생 프랑수아가 있었는데, 프랑수아는 제1차 세계 대전 중 스위스 프리부르의 마리아니스트 빌라 생 장 대학에 다니던 중 류마티스열로 15세에 사망했다. 생텍쥐페리는 그가 가장 가까운 친구였다고 주장하는 남동생의 임종을 지켰고, 나중에 프랑수아가 "잠시 움직이지 않았다. 그는 소리 지르지 않았다. 어린 나무가 쓰러지듯 부드럽게 쓰러졌다"고 썼는데, 이 이미지는 나중에 어린 왕자의 절정적인 결말로 재구성되었다. 17세가 되어 남동생의 죽음으로 가족 중 유일한 남성이 된 생텍쥐페리는 곧 보호자 역할을 맡아 아버지의 죽음으로 여전히 괴로워하고 있었음에도 불구하고 가족을 위로하기 시작했다.
사전 해군사관학교 시험에서 두 번 낙방한 후, 생텍쥐페리는 에콜 데 보자르에 청강생으로 입학하여 15개월 동안 건축학을 공부했으나 역시 졸업하지 못했고, 그 후 잡다한 일자리를 전전하는 습관이 생겼다. 1921년, 생텍쥐페리는 제2 기병 엽병 연대의 일반 사병으로 군 복무를 시작했으며, 스트라스부르 근처의 노이호프로 파견되었다. 그곳에서 그는 개인 비행 레슨을 받았고 이듬해 프랑스 육군에서 프랑스 공군으로 전출을 제안받았다. 그는 모로코 카사블랑카의 제37 전투기 연대에 배치된 후 조종사 자격증을 획득했다.
후에 생텍쥐페리는 파리 외곽의 르부르제에 있는 제34 항공 연대로 재배치되었고, 그곳에서 그의 많은 항공기 추락 사고 중 첫 번째를 겪었다. 생텍쥐페리는 약혼녀, 미래의 소설가 루이즈 레베크 드 빌모랭 가족의 권유에 영향을 받아 이후 공군을 떠나 사무직에 종사했다. 그 커플은 결국 약혼을 파기했고, 그는 다음 몇 년 동안 여러 잡다한 일을 했다.
1926년, 생텍쥐페리는 다시 비행을 시작했다. 그는 항공기에 계기가 거의 없던 시절에 국제 항공우편 비행의 선구자 중 한 명이 되었다. 나중에 그는 더 진보된 항공기를 조종하는 사람들이 조종사라기보다는 회계사처럼 되었다고 불평했다. 그는 아에로포스탈에서 툴루즈와 다카르 사이를 비행했으며, 이후 사하라에 있는 스페인령 모로코의 스페인 지역 카프 주비 비행장의 항공사 경유지 관리자가 되었다. 그의 임무에는 사하라 부족에게 인질로 잡힌 추락한 비행사들의 안전한 석방 협상이 포함되었는데, 이는 위험한 임무였고 이로 인해 1930년 프랑스 정부로부터 첫 레지옹 도뇌르 훈장을 받았다.
1929년, 생텍쥐페리는 아르헨티나로 전근되어 아에로포스타 아르헨티나 항공사의 이사로 임명되었다. 그는 부에노스아이레스의 갈레리아 구에메스 건물에 거주했다. 그는 남아메리카 전역에 걸쳐 새로운 항공로를 조사하고, 협약을 협상했으며, 가끔 항공우편을 운항하고 추락한 비행사를 찾는 수색 임무도 수행했다. 그의 삶의 이 시기는 프랑스 감독 장자크 아노의 IMAX 영화인 용기의 날개에서 간략하게 탐구된다.

## 작가 경력

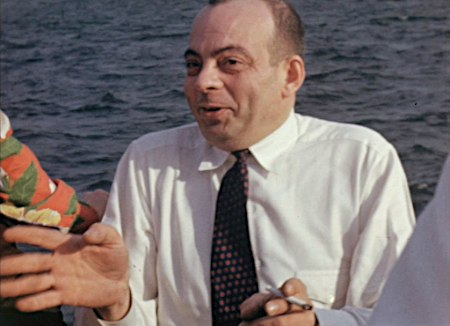
1942년 5월 몬트리올 근처에서 촬영된 생텍쥐페리. 그는 독일과의 휴전 후 프랑스를 지지하는 강연 여행 중이었다. 이 시기 생텍쥐페리는 심한 스트레스와 쓸개염으로 몸져누워 있었다.

생텍쥐페리의 첫 번째 단편 소설인 『L'Aviateur』(비행사)는 1926년 단명했던 문학 잡지 『르 나비르 다르장』(은배)에 발표되었다. 1929년에는 그의 첫 책인 『Courrier Sud』(남방 우편기)가 출판되었다. 이 책은 모로코 카사블랑카-다카르 우편 노선을 비행하던 그의 시절을 기록했다.
1931년 『Vol de nuit』(야간비행)의 출판은 생텍쥐페리를 문학계의 떠오르는 별로 만들었다. 이 작품은 그가 쓴 주요 작품 중 처음으로 널리 찬사를 받았으며, 페미나상을 수상했다. 이 소설은 아에로포스타 아르헨티나의 우편 비행사이자 이사로서의 그의 경험을 반영했다.
같은 해, 그라스에서 생텍쥐페리는 엘살바도르 작가이자 예술가인 콘수에로 순신 (본명 순신 산도발)과 결혼했는데, 그녀는 한 번 이혼하고 한 번 사별한 여인이었다. 생텍쥐페리는 그녀를 보헤미안 정신과 "독사의 혀"를 가진 인물로 묘사했다.
생텍쥐페리는 아내를 여러 번 떠났다가 돌아왔는데, 그녀를 자신의 뮤즈로 보았지만 장기적으로는 많은 불안의 원천으로 여겼다. 그들의 관계는 '험난했다'고 묘사되며, 생텍쥐페리는 자주 여행하며 수많은 연애를 즐겼다. 그 중 가장 두드러진 관계는 프랑스 여성 엘렌 드 보게 (1908–2003)와의 관계였는데, 그녀는 "넬리"로 알려졌고 생텍쥐페리 전기에서는 "B 부인"으로 언급된다. 보게는 생텍쥐페리 사망 후 그의 문학 유언 집행인이 되었으며, 피에르 슈브리에라는 필명으로 자신의 생텍쥐페리 전기를 쓰기도 했다.
생텍쥐페리는 1943년 봄, 제2차 세계 대전 북아프리카로 향하는 미군 수송선에 몸을 싣고 미국을 떠날 때까지 계속 글을 썼다.

## 캐나다 및 미국 체류와 어린 왕자

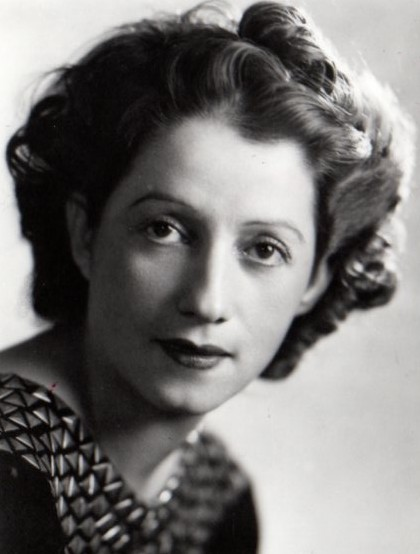
어린 왕자에 나오는 허영심 많고 변덕스러운 장미는 생텍쥐페리의 엘살바도르인 아내 콘수에로 데 생텍쥐페리에게서 영감을 받았을 가능성이 크다.

1940년 독일의 프랑스 침공 이후, 생텍쥐페리는 아르메 드 레르의 그루프 드 레코네상스 II/33 정찰 비행대에서 블로흐 MB.174를 조종했다.
프랑스가 독일과 휴전한 후, 생텍쥐페리는 포르투갈을 통해 탈출하여 북미로 망명했다. 그는 1940년 11월 28일부터 12월 20일까지 이스토릴의 호텔 팔라시오에 머물렀다. 그는 자신의 체류 인상을 『Lettre à un otage』에서 묘사했다. 그가 체크아웃한 같은 날, 그는 S.S. 시보니 호에 탑승하여 1940년 마지막 날 뉴욕시에 도착했다, 나치 독일에 맞서 미국이 신속히 전쟁에 참여하도록 설득할 의도였다. 1941년 1월 14일, 약 1,500명이 참석한 아스토르 호텔 작가 오찬에서 그는 프랑스 공방전을 목격하는 동안 1년 전 수상했던 『인간의 대지 (생텍쥐페리)』로 뒤늦게 내셔널 북 어워드를 받았다. 콘수에로는 몇 달 뒤 혼란스러운 남프랑스 오페드 마을로 이주한 후 그를 따라 뉴욕시로 왔는데, 그곳에서 그녀는 예술가 공동체에서 살았으며, 이는 그녀의 자서전 『바위 왕국: 오페드의 기억』의 바탕이 되었다.
1941년 1월부터 1943년 4월까지 생텍쥐페리 부부는 뉴욕시의 센트럴 파크 사우스에 있는 트윈 펜트하우스 아파트, 그리고 뉴욕 롱아일랜드의 애셔로켄에 있는 베빈 하우스 저택과 맨해튼의 비크먼 플레이스 타운하우스에 살았다.

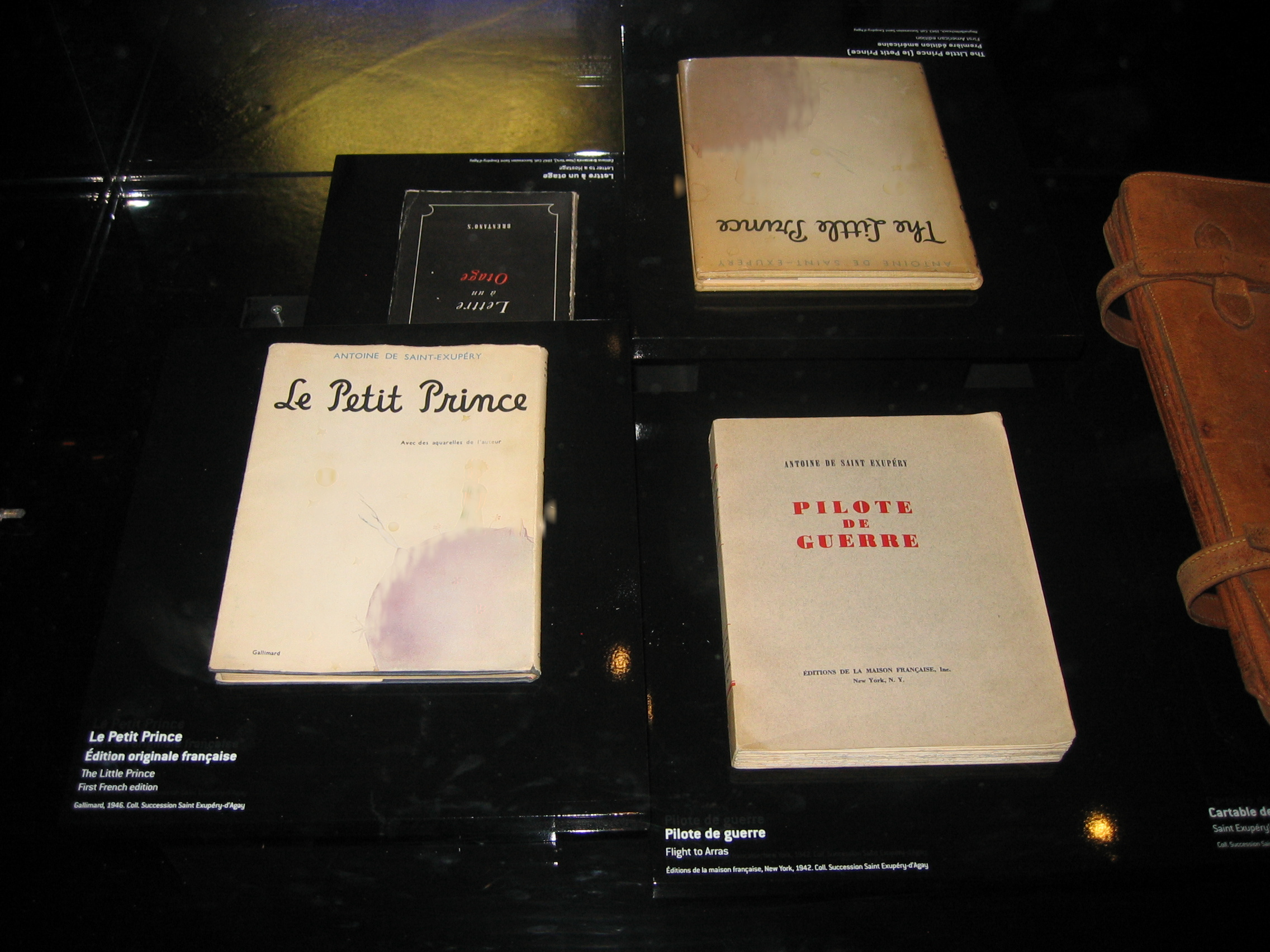
프랑스 항공우주 박물관에 전시된 어린 왕자 두 판본(왼쪽 아래 및 오른쪽 위, 삽화는 보이지 않음). 또한 왼쪽 위는 Lettre à un otage (인질에게 보내는 편지), 오른쪽 아래는 Pilote de guerre (영어판: 아라스 상공의 비행)

생텍쥐페리와 찰스 린드버그는 제2차 세계 대전 중 둘 다 P-38 조종사가 되었는데, 린드버그는 태평양 전쟁에서 싸웠고, 생텍쥐페리는 지중해 상공에서 싸우다 사망했다.
생텍쥐페리는 미국 도착 후 성에 하이픈을 추가했는데, 미국인들이 그를 "엑쥐페리 씨"라고 부르는 것이 귀찮았다고 말했다. 이 기간 동안 그는 널리 찬사를 받은 『Pilote de guerre』(아라스 상공의 비행)와 나치 압제 아래 살던 4천만 프랑스인에게 헌정된 『Lettre à un otage』(인질에게 보내는 편지)를 비롯하여 프랑스를 지지하는 수많은 단편 작품들을 저술했다. 생텍쥐페리 부부는 1942년 늦봄 몇 주 동안 캐나다 퀘벡시에도 거주했다. 퀘벡시 체류 기간 동안 그들은 철학자 샤를 드 코닝크와 그의 가족, 그리고 그의 "영재" 8살 아들 토마스와 함께 살았다.
퀘벡에서의 병과 스트레스로 가득 찬 체류에서 돌아온 후, 그의 출판사 중 한 명의 아내는 생텍쥐페리에게 아동 도서를 쓰도록 설득하는 데 도움을 주었는데, 이는 그의 신경을 안정시키고 P. L. 트래버스의 새로운 『메리 포핀스』 이야기들과 경쟁하려는 목적도 있었다. 생텍쥐페리는 1942년 중반부터 후반까지 뉴욕시와 애셔로켄 마을에서 『어린 왕자』를 쓰고 삽화를 그렸으며, 원고는 10월에 완성되었다. 이 책은 1943년 초 미국에서 영어와 프랑스어로 동시에 출판되었고, 프랑스에서는 프랑스 해방 이후 사후에야 출판되었는데, 그의 작품들은 비시 프랑스 협력주의 정권에 의해 금지되었기 때문이었다. 『어린 왕자』는 생텍쥐페리의 절친한 친구 레옹 베르트에게 헌정되었다.

## 전쟁 복귀
1943년 4월, 북미에서 27개월을 보낸 후 생텍쥐페리는 알제로 향하는 미군 수송선에 몸을 싣고 자유 프랑스 공군에 합류하여 연합군과 함께 지중해 기반 비행대에서 싸웠다. 당시 43세로 곧 사령관(소령)으로 진급할 예정이었던 그는 대부분의 작전 부대원들보다 훨씬 나이가 많았다. 전투 조종사의 연령 제한을 8년이나 넘겼음에도 불구하고 그는 드와이트 D. 아이젠하워 장군의 최종 승인을 받아 끊임없이 예외를 청원했다. 그러나 생텍쥐페리는 이전의 수많은 추락 부상으로 인한 통증과 움직임 제한에 시달리고 있었고, 그 정도가 심하여 비행복을 스스로 입거나 왼쪽으로 고개를 돌려 적기를 확인할 수도 없었다.
생텍쥐페리는 다른 조종사들과 함께 자신의 옛 부대인 그루프 드 레코네상스 2/33 "사부아"에 배속되어 P-38 라이트닝을 조종했는데, 한 장교는 이 비행기를 "전쟁으로 지치고 비행 불가능한 기체"라고 묘사했다. 라이트닝은 또한 그가 이전에 조종했던 모델보다 더 정교하여, 첫 임무 전에 7주간의 엄격한 훈련을 받아야 했다. 두 번째 임무에서 엔진 고장으로 P-38을 추락시킨 후, 그는 8개월간 비행 정지 처분을 받았으나, 이후 아이라 이커 미 육군 항공대 부사령관의 개인적인 개입으로 비행 임무에 복귀했다.
생텍쥐페리는 비행을 재개한 후, 그의 싱글 시트 록히드 F-5B(특별히 구성된 P-38 정찰기 변형)를 비행하면서 오랜 습관인 독서와 글쓰기로 돌아갔다. 그는 방대한 문학 연구에 몰두했고, 가끔 이륙 직전까지 문학 작품을 읽는 것을 계속했으며, 정비사들이 비행 준비를 위해 그를 위해 항공기를 워밍업하고 시험했다. 한 비행에서 그는 도착을 기다리던 동료들의 불만을 사면서도, 귀환 후 소설을 끝내기 위해 한 시간 동안 공항을 선회하기도 했다. 생텍쥐페리는 긴 단독 비행 중에 줄이 있는 공책(carnet)을 자주 가지고 다녔으며, 그의 철학적 글 중 일부는 그 아래 세상을 숙고할 수 있었던 이러한 시기에 작성되었다.

## 실종
북아프리카의 비행대로 복귀하기 전에, 협력주의적인 비시 프랑스 정권은 일방적으로 생텍쥐페리를 그들 일원 중 한 명으로 승진시켰다. 생텍쥐페리는 비시 정권에 대한 그의 역사적이고 가혹한 비판에 비추어 볼 때 이에 충격을 받고 낙담했다. 이후 생텍쥐페리가 낮게 평가했던 프랑스의 대통령 샤를 드골 장군은 생텍쥐페리가 독일을 지지한다는 암시를 주는 공개 성명을 발표했다. 생텍쥐페리는 이러한 사건들로 인해 우울증에 빠졌고 술을 많이 마시기 시작했다. 그의 육체적, 정신적 건강은 악화되기 시작했다. 공군 동료들은 생텍쥐페리가 간헐적으로 우울증을 앓았고, 그를 비행 정지 시켜야 한다는 논의가 있었다고 말했다.
생텍쥐페리의 마지막 정찰 임무는 용기병 작전, 즉 연합군의 프랑스 남부 침공에 앞서 론강 계곡 및 그 주변의 독일군 움직임에 대한 정보를 수집하는 것이었다. 그는 단 5회 비행만 허용된다는 조건으로 옛 비행대에 복귀했지만, 1944년 7월 31일 코르시카의 공군 기지에서 아홉 번째 정찰 임무를 위해 비무장 P-38을 타고 이륙했다. 그의 비행대 동료들이 크게 놀라워하며, 그는 흔적도 없이 사라져 돌아오지 않았다. 그의 실종 소식은 곧 문학계에 퍼졌고, 국제적인 헤드라인을 장식했다.

### 해상에서의 발견

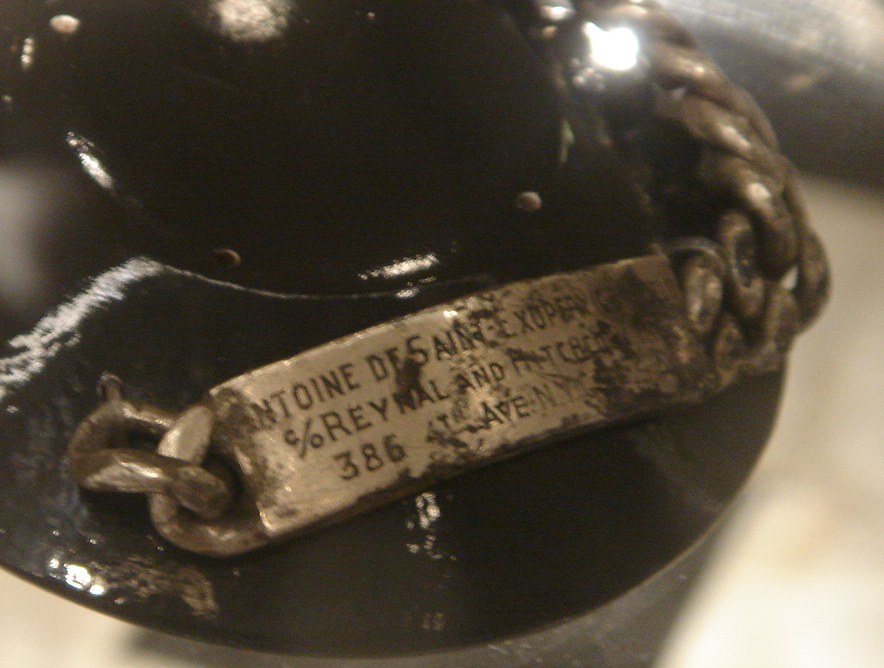
1998년 발견된 생텍쥐페리의 팔찌

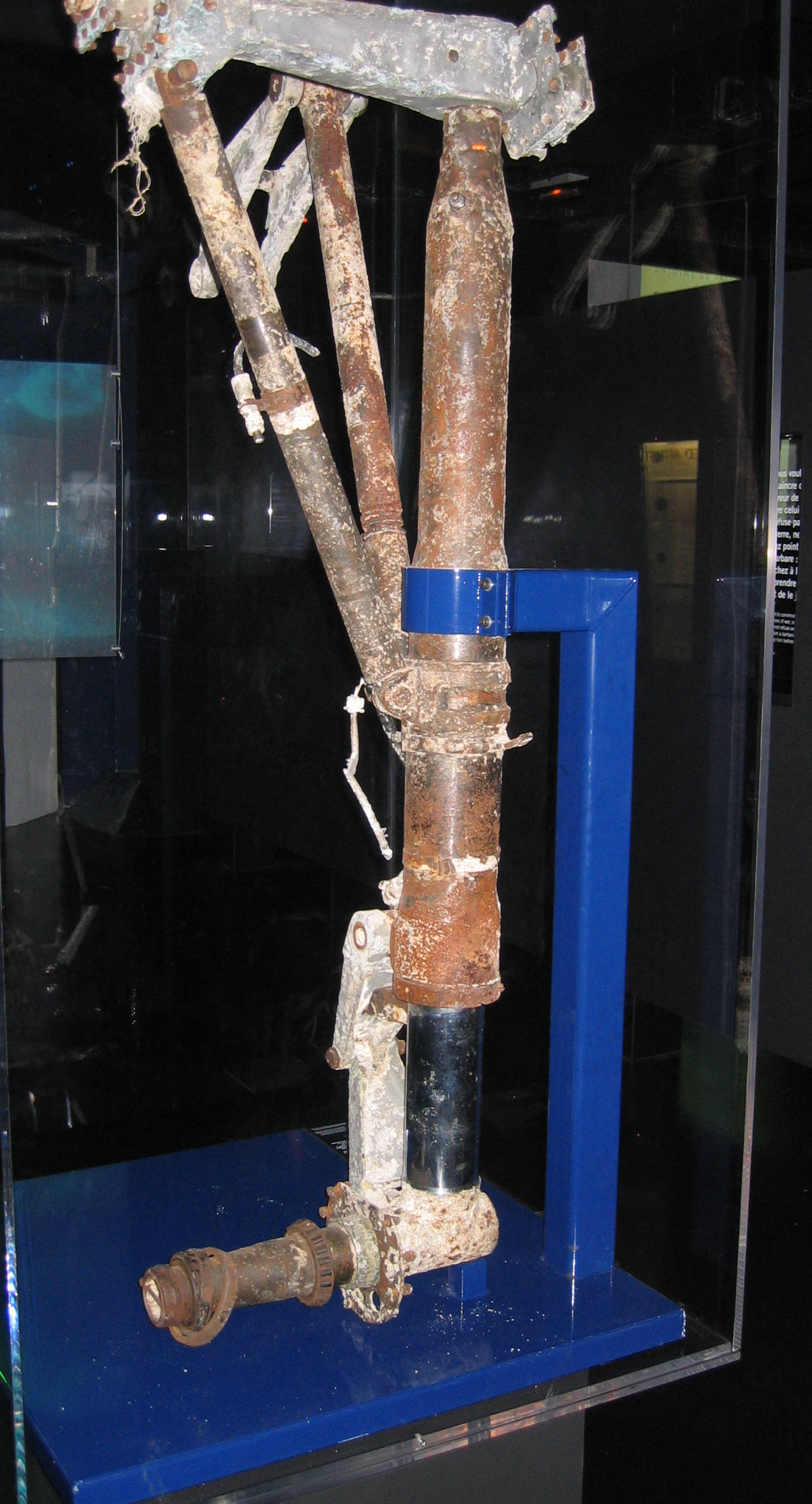
지중해에서 회수된 생텍쥐페리 비행기의 착륙 장치 일부가 프랑스 항공우주 박물관에 전시되어 있다.

1998년 9월, 리우 섬(마르세유 남쪽) 동쪽에서 한 어부가 생텍쥐페리, 그의 아내 콘수에로, 그리고 그의 미국 출판사인 레이널 & 히치콕의 이름이 새겨진 은색 신분증 팔찌를 발견했다. 그 팔찌는 그의 비행복에서 나온 것으로 추정되는 천 조각에 걸려 있었다. 이 발견은 생텍쥐페리가 국가적 아이콘인 프랑스에서 감격적인 사건이었고, 일부는 의도된 비행 경로와 멀리 떨어진 곳에서 발견되었기 때문에 총에 맞지 않았을 수 있다는 점을 들어 진위에 의문을 제기했다.
2000년 5월, 한 잠수부가 팔찌가 발견된 곳 근처, 마르세유 해안에서 수중에 잠긴 록히드 P-38 라이트닝의 잔해를 발견했다. 이 발견은 수십 년간 그의 항공기를 수색하고 생텍쥐페리의 운명에 대해 추측해왔던 프랑스를 들뜨게 했다. 프랑스 정부가 부과한 2년의 지연 끝에, 항공기 잔해는 2003년 10월에 회수되었다. 2004년, 프랑스 관리들과 프랑스 수중 고고학 부서 조사관들은 잔해가 생텍쥐페리의 항공기에서 나온 것임을 공식적으로 확인했다.
총격으로 인한 흔적이나 구멍은 발견되지 않았지만, 항공기 잔해가 소량만 회수되었기 때문에 이는 중요하게 여겨지지 않았다. 2004년 6월, 잔해는 파리 르부르제의 프랑스 항공우주 박물관에 기증되었으며, 그곳에서 생텍쥐페리의 삶은 특별 전시회로 기념되고 있다.

### 1948년, 1972년, 2008년의 추측
1948년, 전 루프트바페 전신병인 헤르만 코르트 목사는 자신의 전쟁 기록을 발표했는데, 1944년 7월 31일 정오경 포케불프 Fw 190이 P-38 라이트닝을 격추시킨 사건을 언급했다. 코르트의 설명은 생텍쥐페리가 격추되었다는 가설을 지지하는 것처럼 보였다. 그러나 그의 기록의 진실성은 회의적인 시각을 받았는데, 이는 그 기록이 7월 30일 진 메러디스 중위가 조종했던 니스 남쪽에서 격추된 P-38을 묘사했을 수도 있기 때문이다.
1972년 독일 잡지 데어 란트저(Der Landser)는 루프트바페 정찰 조종사 로베르트 하이헬레의 편지를 인용했는데, 그는 1944년 7월 31일 P-38을 격추했다고 주장했다. 그의 설명은 목격자에 의해 뒷받침되었고, 생텍쥐페리의 격추 가설을 지지하는 것처럼 보였다. 하이헬레의 설명은 그가 포케불프 Fw 190 D-9를 조종했다고 묘사했지만, 이 변형 기종은 당시 루프트바페에 도입되지 않았기 때문에 회의적인 시각을 받았다.
분데스아르히브-밀리테르아르히브(Bundesarchiv-Militärarchiv)에 보관된 목록에는 1944년 7월이나 8월에 하이헬레나 그의 부대에 대한 격추 기록이 없으며, 당일 정찰 암호 해독 보고서에는 2./NAG 13의 Fw 190 비행이 포함되어 있지 않다. 하이헬레는 1944년 8월 16일 격추되어 5일 후 사망했다.
2008년, 라 프로방스(La Provence)의 프랑스 언론인이 생텍쥐페리의 죽음을 조사하던 중 마르세유 지역에서 비행했던 전 루프트바페 조종사들에게 연락했고, 결국 호르스트 리페르트(1922–2013)의 증언을 얻었다. 리페르트는 유명한 바리톤 가수 이반 레브로프의 형으로, 베를린에서 한스-롤프 리페르트라는 이름으로 태어났다. 그의 회고록에서 호르스트 리페르트는 생텍쥐페리의 책을 존경하는 팬으로서 자신이 책임이 있다는 두려움과 의심을 모두 표현했지만, 2003년에는 생텍쥐페리의 잔해 발견 위치를 알게 되면서 자신이 책임이 있음을 확신했다고 밝혔다. 리페르트는 자신이 무전으로 격추를 보고했다고 주장했지만, 이를 확인할 수 있는 기록은 남아 있지 않다.
리페르트의 증언은 프랑스와 독일 서적 두 권에서 논의되었고, 대중의 주목과 함께 회의적인 시각도 받았다. 루프트바페 동료들은 그가 64년 동안 이를 비밀로 지켜왔다는 점을 고려할 때 리페르트의 주장에 의문을 표했다. 전쟁 중 독일 문서는 거의 남아 있지 않았고, 대부분 연합군의 루프트바페 신호 감청으로 이루어진 당대의 기록 자료는 리페르트의 주장을 확인할 증거를 제공하지 않는다. 생텍쥐페리의 임무 진입 및 출구 지점은 칸 근처였을 가능성이 높지만, 그의 잔해는 마르세유 남쪽에서 발견되었다.
독일 전투기가 생텍쥐페리의 비행 경로를 요격하거나 최소한 변경했을 가능성은 있지만, 그의 사망 원인은 여전히 알려지지 않았으며, 리페르트의 설명은 여러 가설 중 하나로 남아 있다.

## 문학 작품
정확히 자서전적이지는 않지만, 생텍쥐페리의 많은 작품은 조종사로서의 경험에서 영감을 받았다. 주목할 만한 예는 그의 소설 어린 왕자로, 사막에 고립된 조종사가 작은 소행성에서 지구로 떨어진 어린 왕자를 만나는 내용의 시적인 이야기이다. "그의 가장 인기 있는 작품인 『어린 왕자』는 그와 그의 항법사가 리비아 사막에서 살아남은 추락 사고에 부분적으로 기반을 두고 있다. 그들은 4일 동안 고립되어 탈수 상태에 빠져 거의 죽음에 이르렀을 때, 기적적으로 베두인족을 만나 물을 공급받았다." 생텍쥐페리는 『인간의 대지』에서 베두인족이 그들의 생명을 구하고 "물이라는 선물을 베풀어 자선과 관대함을 보여주었다"고 썼다. 『어린 왕자』는 사회 비판을 포함한 철학적 이야기로, 성인의 세계의 기이함을 다루고 있다. 한 전기 작가는 그의 가장 유명한 작품에 대해 다음과 같이 썼다: "앙투안 드 생텍쥐페리와 그의 어린 왕자만큼 작가와 등장인물이 밀접하게 연결된 경우는 드물다." 그리고 그들의 이중 운명에 대해 언급하며, "...두 사람은 하늘에서 떨어진 쌍둥이 순진한 존재로서 뒤엉켜 남아 있다."
생텍쥐페리의 주요 문학 작품 (괄호 안은 출판된 영어 번역본)은 다음과 같다.
- L'Aviateur (1926) (The Aviator, 삶의 의미 선집에 수록)
- Courrier sud (1929) (Southern Mail) – 프랑스에서 영화화
- Vol de nuit (1931) (Night Flight) – 페미나상 수상, 영어로 두 번 영화화 및 TV 영화화
- The Wild Garden (1938) – 저자와 출판사 친구들을 위한 새해 인사로 개인적으로 1천 부 한정 인쇄. 이 이야기는 1939년 봄에 출판될 예정인 『인간의 대지』에서 발췌되었다.
- Terre des hommes (1939) – 아카데미 프랑세즈 소설 대상 수상

인간의 대지 (생텍쥐페리) (동시 출간된 별개의 영어판) – 미국 내셔널 북 어워드 수상
- Pilote de guerre (1942) (영어 제목: Flight to Arras) – 프랑스 항공 클럽 문학 대상 수상[89]
- Le petit prince (1943) (어린 왕자), 프랑스에서 사후 출간[89] – 250개 이상의 언어와 방언으로 번역되었으며 전 세계에서 가장 많이 팔린 책 상위 4위 안에 든다.[90] 여러 언어로 영화 및 TV 영화로 제작되었고, 다양한 언어로 수많은 다른 매체로 각색되었다.
- Lettre à un otage (1944) (Letter to a Hostage, 영어로 사후 출간)[91]

### 사후 출판
- Citadelle (1948) (영어 제목: The Wisdom of the Sands) – 대사상 수상
- Lettres à une jeune fille (1950)
- Lettres de jeunesse, 1923–1931 (1953)
- Lettres à l'amie inventée (1953)[92]
- Carnets (1953)
- Lettres à sa mère (1955)
- Un sens à la vie (1956), (삶의 의미)[93][94][Note 16]
- Lettres de Saint-Exupéry (1960)
- Lettres aux américains (1960)
- Écrits de guerre, 1939–1944 (1982) (Wartime Writings, 1939–1944)
- Manon, danseuse (2007)
- Lettres à l'inconnue (1992)

### 다른 작품들
1930년대, 생텍쥐페리는 비행사, 언론인, 작가, 그리고 아에로포스탈의 후계자인 에어 프랑스의 홍보 담당자로서 다채로운 삶을 살았다. 파리 수아르, 마리안느 및 기타 신문에 실린 그의 저널리즘 기사는 인도차이나 및 극동(1934), 지중해, 소련 및 모스크바(1935), 스페인 내전(1936–1937)에서의 사건들을 다루었다. 생텍쥐페리는 다양한 신문과 잡지에 여러 편의 짧은 글, 수필 및 평론을 기고했다.
제2차 세계 대전 중 특히 주목할 만한 작품은 "모든 프랑스인에게 보내는 공개 서한"이었다. 이 서한은 프랑스인들이 골리스트와 비시 프랑스 진영으로 첨예하게 분열되어 있던 시기에 나치 압제에 맞서 프랑스를 지지하도록 결집시키려는 시도로 인해 매우 논란이 많았다. 이 서한은 1942년 11월 뉴욕 타임스 매거진에 실렸고, 같은 시기 몬트리올의 르 캐나다에도 프랑스어 원문으로 실렸으며, 다음 달에는 푸르 라 빅투아르에도 실렸다. 다른 짧은 글로는 (영어로 번역된 경우를 제외하고 프랑스어) 다음이 있다.
- "Une Lettre de M. de Saint-Exupéry", Les Annales politiques et littéraires, 1931년 12월 15일; (벤자민 크레미유에게 쓴 편지 발췌).
- 조제 르 부셰의 『데스탱 드 르 브릭스』 서문, 누벨 리브레리 프랑세즈, 1932.
- 모리스 부르데의 『그랑데르 에 세르비튀드 드 라비아시옹』 서문, 파리: 에디시옹 코레아, 1933.
- "전쟁에 대한 고찰", 파리 수아르에서 번역되어 리빙 에이지에 1938년 11월, 225-228쪽 출판.
- 앤 모로 린드버그의 『벤트 스 레브』(『들으라! 바람이 분다』의 프랑스어 번역본) 서문, 파리: 에디시옹 코레아, 1939.[Note 17]
- 장-마리 콘티의 『필로트 데사이』 서문, 파리: 에디시옹 스페스, 1939.
- "내가 기억하는 책들", 하퍼스 바자, 1941년 4월.
- "젊은 미국인들에게 보내는 편지", 아메리칸 하이 스쿨 위클리, 1942년 5월 25일, 17-18쪽.
- "프랑스인 여러분, 화해하시겠습니까?", 몬트리올 르 캐나다, 1942년 11월 30일.
- "인간과 요소들", 콩플뤼앙스, 1947년, 제7권, 12-14쪽 (생텍쥐페리 특집호; 원래 1939년 영어로 'The Elements'라는 제목으로 인간의 대지 (생텍쥐페리)에 실림).
- "레트르 이네디트 오 제네랄 C", 르 피가로 리테레르, 1948년 4월 10일 (사후 출판).
- "세뇨르 베르베르", 에디시옹 드 라 타블 롱드, 제7호, 1948년 7월 (사후 출판).

### 검열 및 출판 금지
독일의 프랑스 침공을 묘사한 『필로트 드 게르』(아라스 상공의 비행)는 1942년 전쟁 중에 그의 고향에서 갈리마르 출판사에 의해 프랑스어 원문으로 출판될 때 약간 검열되었다. 이는 히틀러에 대한 비하 발언이 삭제되었기 때문인데, 갈리마르는 제2차 세계 대전 이후 후속 판본에서도 이를 다시 삽입하지 않았다. 프랑스에서 이 책이 출판된 직후, 나치에 대한 유화주의자들과 비시 지지자들은 생텍쥐페리의 비행대 동료 중 한 명인 장 이스라엘 대위를 칭찬하는 내용에 반대했다. 장 이스라엘 대위는 프랑스 공방전 동안 비행대의 가장 용감한 수호자 중 한 명으로 묘사되었다.
독일 점령군과 주인들을 지지하여, 비시 당국은 작가를 인종차별적 용어로 유대인 옹호자라고 공격하여 칭찬받던 책이 프랑스에서 금지되었고, 생텍쥐페리의 다른 작품들의 추가 인쇄도 금지되었다. 프랑스 해방 이전에 생텍쥐페리의 작품들은 1943년 2월 리옹에서 『필로트 드 게르』의 지하판 1,000부가 인쇄된 것과 같이 은밀한 인쇄를 통해서만 구할 수 있었다.
생텍쥐페리와 다른 이들이 샤를 드골 장군을 낮게 평가했기 때문에 또 다른 복잡한 문제가 발생했다. 전쟁 초기에 드골은 런던에 본부를 둔 망명 자유 프랑스군의 지도자가 되었다. 두 사람 모두 나치 점령으로부터 프랑스를 해방시키기 위해 노력하고 있었음에도 불구하고, 생텍쥐페리는 드골을 전후의 독재자가 될 수 있다고 우려하여 공개적으로 드골을 지지하지 않았다. 드골은 이에 대한 보복으로 그 작가가 독일을 지지한다고 암시했으며, 이후 그의 문학 작품들을 프랑스의 북아프리카 식민지에서 금지시켰다. 아이러니하게도 생텍쥐페리의 저작물들은 점령 프랑스와 자유 프랑스가 통제하는 영토에서 동시에 금지되었다.

### 프랑스 저작권 연장
생텍쥐페리가 전쟁 중에 사망했기 때문에, 프랑스 정부는 1948년 그의 유산에 대해 나폴레옹 법전에 따라 Mort pour la France (영어: Died for France) 지정을 부여했다. 이 법 조항 중에는 원래 저작권 기간 70년에 30년을 추가하는 내용이 포함되어 있다. 따라서 생텍쥐페리의 대부분의 창작물은 프랑스에서 30년 더 저작권이 만료되지 않는다.

## 영예와 유산

추모 이미지
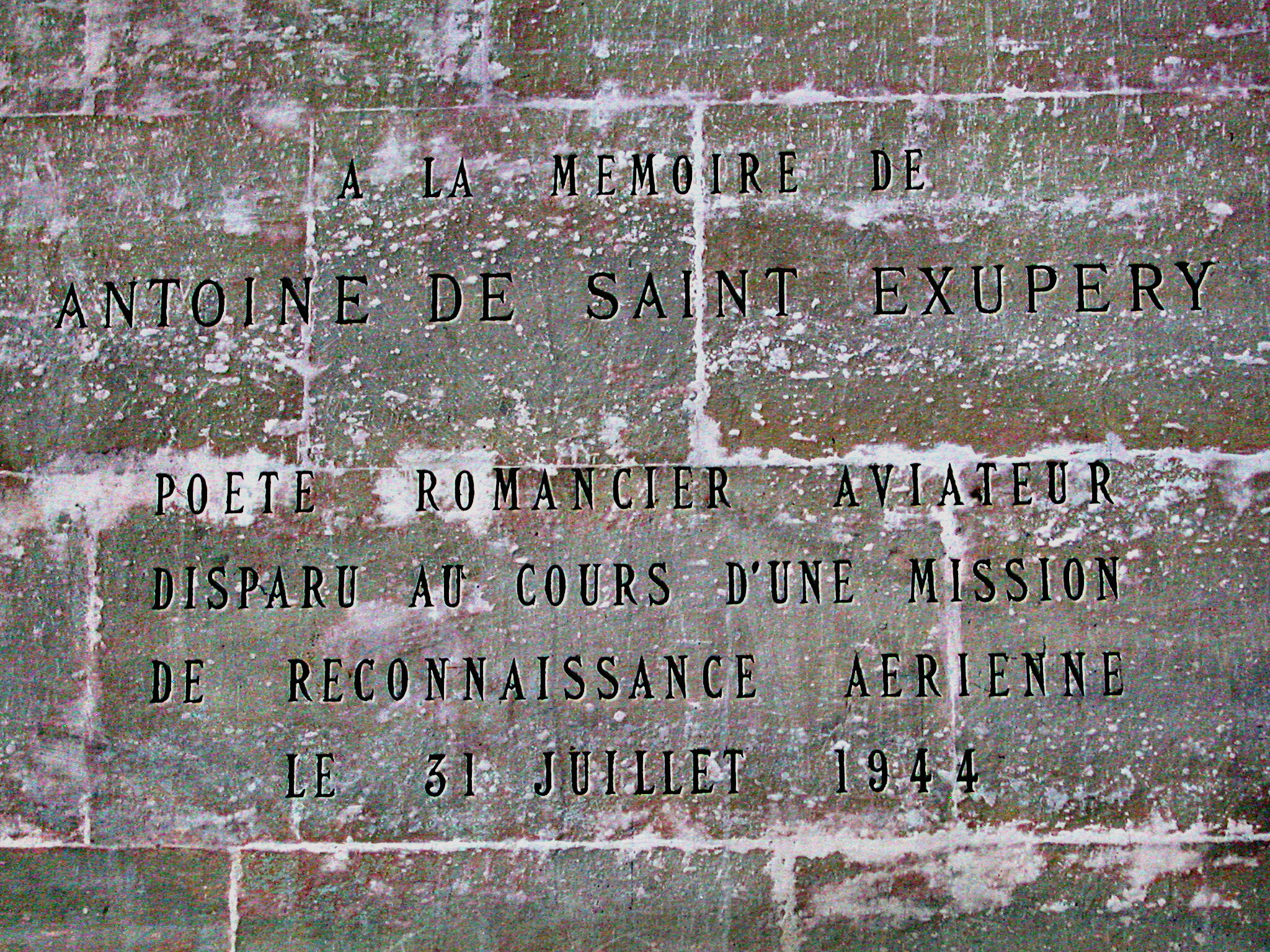
팡테옹의 추모 문구
50프랑 지폐에 있는 초상화와 어린 왕자 이미지
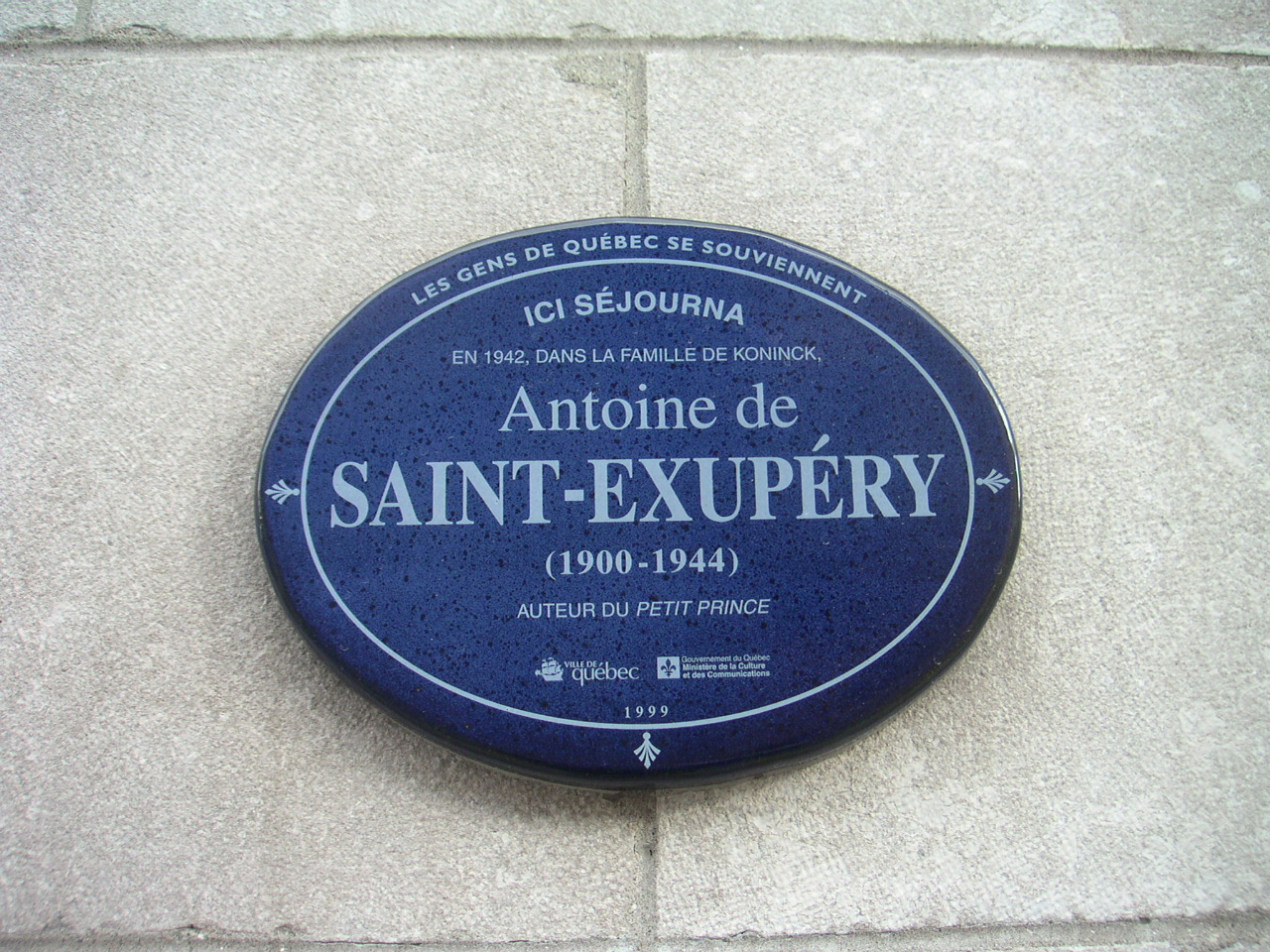
퀘벡에 있는 생텍쥐페리 가족이 거주했던 역사 표지판

- 생텍쥐페리는 프랑스 파리의 역사적 위인들의 안식처인 팡테옹에 기념 명판이 새겨져 있다. 그의 시신은 결코 확인되지 않았지만, 1967년 11월 프랑스 입법 조치에 의해 그의 이름이 팡테옹에 추가되었다. 명판에는 다음과 같이 새겨져 있다: "A LA MEMOIRE DE • ANTOINE DE SAINT EXUPERY • POETE ROMANCIER AVIATEUR • DISPARU AU COURS D'UNE MISSION • DE RECONNAISSANCE AERIENNE • LE 31 JUILLET 1944" (시인이자 소설가, 비행사인 앙투안 드 생텍쥐페리의 추억에, 1944년 7월 31일 공중 정찰 임무 중 실종됨). 프랑스에서 받은 다른 영예 중에는 1930년 4월 레지옹 도뇌르 슈발리에로 지명되었고 1939년 1월 레지옹 도뇌르 오피시에로 승진했다. 그는 1940년에 크루아 드 게르를 수상했으며 1944년에 사후에 야자 잎이 달린 크루아 드 게르를 수상했다.[102]
- 1993년부터 유로 도입 전까지 프랑스 프랑스 프랑 지폐에 생텍쥐페리의 초상화와 『어린 왕자』에서 가져온 여러 그림이 등장했다.[24] 프랑스 정부는 이후 생텍쥐페리의 앞면과 어린 왕자의 뒷면이 새겨진 100프랑 기념 주화를 주조했다. 또한 조종사의 초상화가 그가 마지막으로 조종했던 P-38 라이트닝 항공기 위에 그려진 황동 도금 기념 모네 드 파리 메달도 그의 명예를 기리기 위해 제작되었다.
- 1999년, 퀘벡 주정부와 퀘벡시는 라발 대학교 철학과 학과장인 샤를 드 코닝크 가족의 집에 역사 표지판을 추가했다. 생텍쥐페리 부부는 1942년 5월과 6월 몇 주 동안 캐나다에서 강연하며 그곳에 머물렀다.[103]
- 2000년, 그의 탄생 100주년을 맞아 그가 태어난 도시의 리옹 사톨라스 공항은 리옹 생텍쥐페리 공항으로 개명되었다. 리옹의 TGV 고속철도역도 리옹 생텍쥐페리 역으로 개명되었다. 작가는 또한 리옹에 있는 동상으로도 기념되는데, 앉아 있는 생텍쥐페리 뒤에 어린 왕자가 서 있는 모습을 묘사한다.[104]
- 파리 교외인 몽테송의 한 거리는 그의 이름을 따서 앙투안 드 생텍쥐페리 거리로 명명되었다.[105]

### 박물관 및 전시회

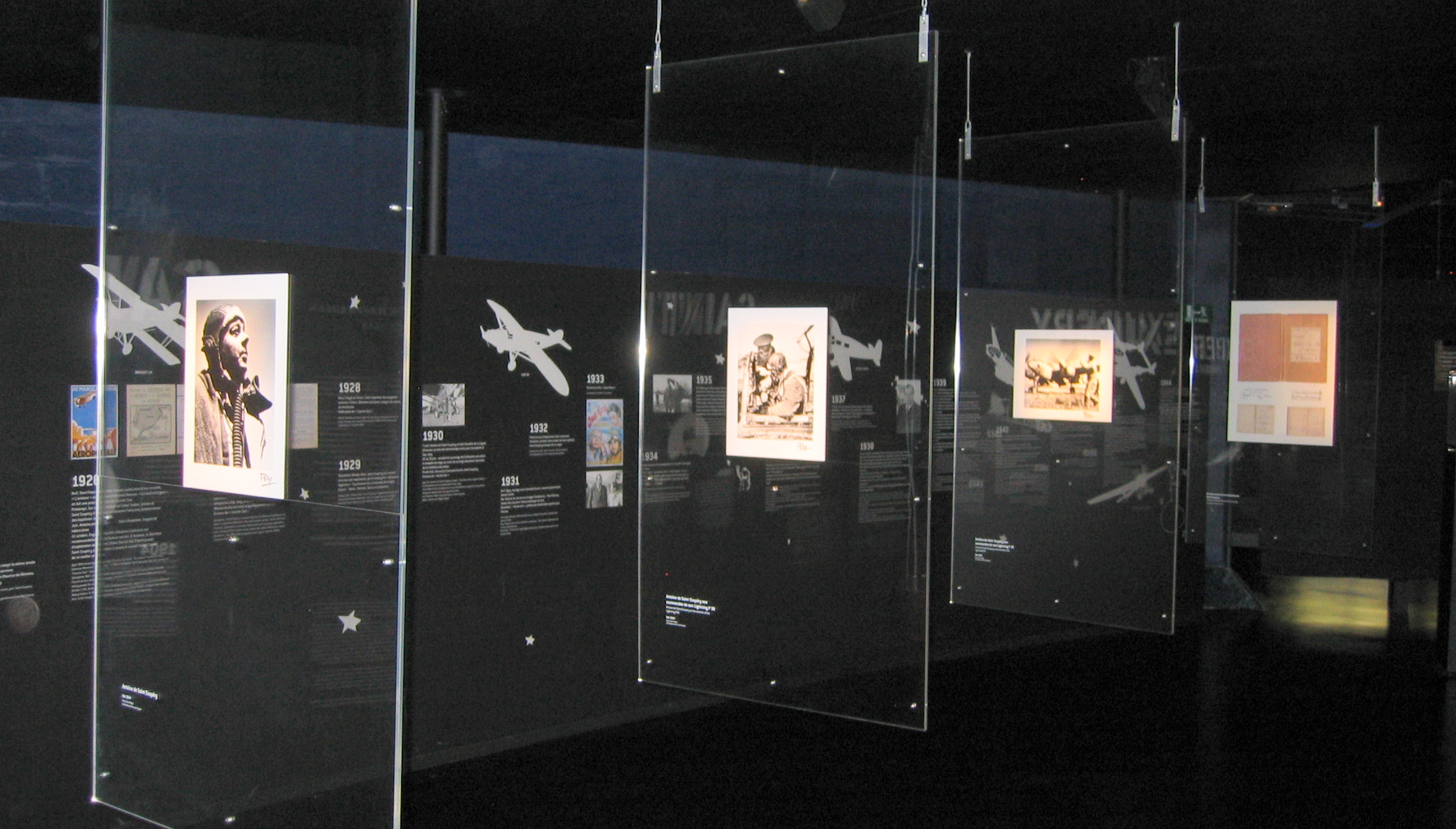
파리 르부르제에 있는 프랑스 항공우주 박물관의 생텍쥐페리 전시회 일부.

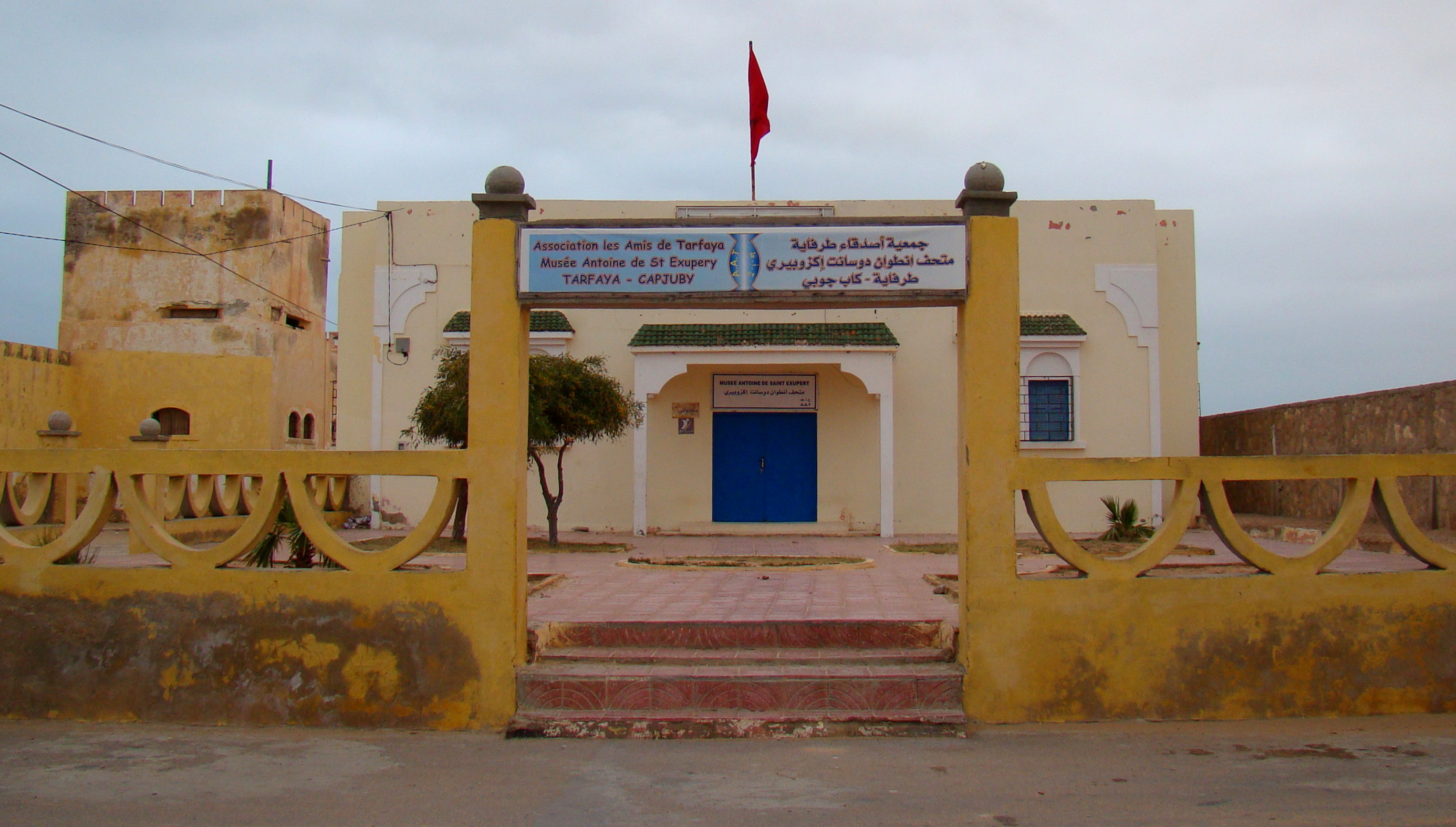
모로코 타르파야에 있는 앙투안 드 생텍쥐페리 박물관의 외관.

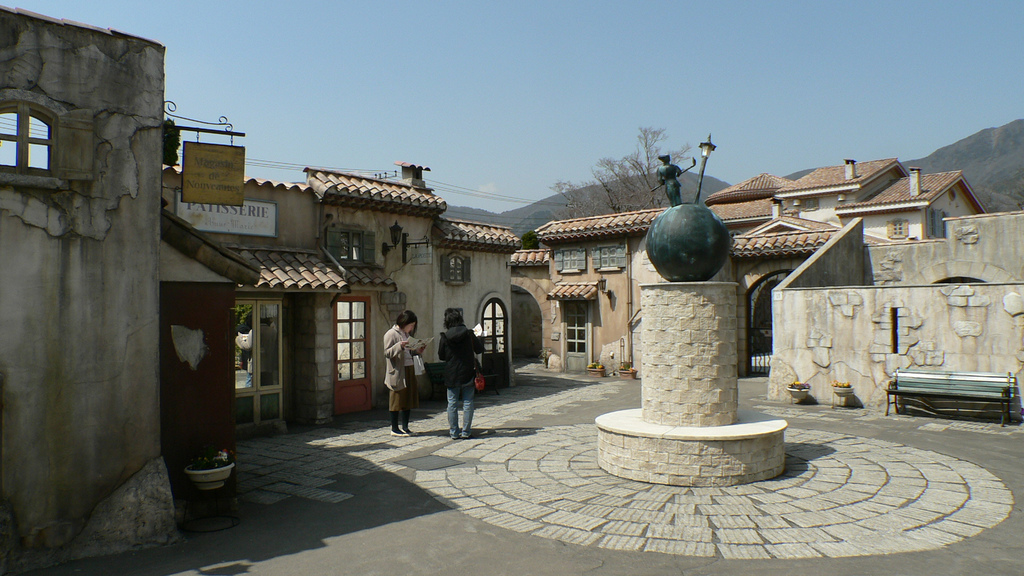
일본 하코네에 있는 어린 왕자 박물관의 가로등지기 광장

그와 그의 작은 왕자를 기리는 박물관 전시회, 전시회 및 테마 마을이 파리 르부르제와 프랑스의 다른 지역뿐만 아니라 대한민국, 일본, 모로코, 브라질, 미국, 캐나다에도 조성되었다.
- 파리 르부르제 공항의 프랑스 항공우주 박물관은 생텍쥐페리-다가이 재단과 협력하여 작가, 조종사, 인물, 인문주의자를 위한 300m2 규모의 영구 전시 공간을 만들었다. 2006년 비행사의 생일에 공식적으로 개관한 에스파스 생텍쥐페리 전시회는 항공우편 선구자, 박학다식한 지성 예술가, 군사 조종사로서의 그의 삶의 각 단계를 추적한다. 여기에는 그의 삶의 유물들: 사진, 그의 그림, 편지, 그가 방대하게 낙서했고 나중에 사후에 출판된 그의 원본 노트 중 일부, 그리고 그의 마지막 정찰 임무에서 조종했고 지중해에서 회수된 비무장 P-38의 잔해가 포함된다.[106]
- 모로코 타르파야의 카프 주비 비행장 옆에는 생텍쥐페리가 아에로포스탈 항공우편 조종사이자 역장으로 근무했던 곳을 기념하여 앙투안 드 생텍쥐페리 박물관이 조성되었다. 비행장에는 그들을 기리는 작은 기념비도 세워져 있다.[출처 필요]
- 대한민국 경기도와 일본 하코네정에는 생텍쥐페리의 어린 왕자를 기리는 테마 마을 박물관이 조성되어 있다.
- 1995년 1월, 캐나다 앨버타주 에드먼턴의 앨버타 항공 박물관은 문화 단체인 알리앙스 프랑세즈와 협력하여 생텍쥐페리의 편지, 수채화, 스케치, 사진을 전시했다.[107]
- 2009년까지 브라질 상파울루의 오카 예술 전시 센터는 '프랑스와 어린 왕자의 해'의 일환으로 생텍쥐페리와 어린 왕자 전시회를 개최했다. 이 전시는 4개 층에 걸쳐 10,000m2가 넘는 공간을 차지했으며, 방문객들이 사막, 소행성, 별, 우주 테마 공간을 통과하면서 생텍쥐페리, 어린 왕자, 그리고 그들의 철학을 다루었다. 거대한 전시회의 1층은 생텍쥐페리가 아에로포스탈로 남아메리카와 전 세계를 비행했던 경로를 보여주는 거대한 지도로 꾸며졌다. 또한 그의 파리-사이공 경주 시도 실패 후 모의 리비아 사막 바닥에 추락한 작가의 코드롱 시몬 실물 크기 복제품도 포함되었다. 생텍쥐페리와 그의 기계공/항법사의 기적적인 생존은 이후 수상 경력에 빛나는 회고록 『인간의 대지 (생텍쥐페리)』(Terre des hommes)에 기록되었고, 그의 가장 유명한 작품인 『어린 왕자』(Le Petit Prince)의 서론을 이루기도 했다.[108]
- 2011년, 에어버스와 선구적인 항공우편 항공사 아에로포스탈의 본거지인 프랑스 툴루즈시는 생텍쥐페리-다가이 재단 및 앙투안 드 생텍쥐페리 청소년 재단과 협력하여 생텍쥐페리와 그의 아에로포스탈 경험에 대한 대규모 전시회를 개최했다. '툴루즈의 앙투안 드 생텍쥐페리 해'라는 제목의 이 전시회는 작가-비행사의 개인 유물 중 일부를 전시했는데, 여기에는 장갑, 사진, 포스터, 지도, 필사본, 그림, 그가 조종했던 항공기 모델, 사하라 사막 항공기 추락 사고 잔해 일부, 그리고 그의 마지막 추락 지점인 지중해에서 회수된 그의 이름과 콘수에로의 이름이 새겨진 개인 은색 신분증 팔찌가 포함되었다.[109]
- 2000년에 그의 탄생 100주년을 기념하여 프랑스와 미국에서 여러 주요 전시회가 개최되었다.
- 2014년 1월, 뉴욕시의 모건 라이브러리 & 뮤지엄은 3개월간의 대규모 전시회인 "어린 왕자: 뉴욕 이야기"를 개최했다. 이 소설 출판 70주년을 기념하는 이 전시회는 생텍쥐페리의 원고 페이지, 이야기의 예비 스케치와 수채화 그림을 포함했으며, 생텍쥐페리의 창작 과정을 탐구하기도 했다.[110][111][112][113][114]

### 국제
- 생텍쥐페리의 1939년 회고록 Terre des hommes (영어판 제목: Wind, Sand and Stars)는 20세기 가장 성공적인 세계 박람회인 캐나다 퀘벡 몬트리올에서 열린 1967년 국제 박람회의 중심 주제("인간의 대지")를 만드는 데 선정되었다. 세계 박람회의 17개 하위 요소를 생성한 중심 주제는 1963년 캐나다의 주요 사상가들과 함께 몬테벨로에서 열린 회의에서 명확히 밝혀졌다. 몬테벨로에서 프랑스계 캐나다 작가 가브리엘 로이는 우주에서 인류의 위치에 대한 생텍쥐페리의 말을 인용하여 중심 주제를 선택하는 데 도움을 주었다.[출처 필요]

| “ | "Être homme, c'est précisément être responsable. C'est sentir, en posant sa pierre, que l'on contribue à bâtir le monde" (인간이 된다는 것은 정확히 책임감을 가진다는 것이다. 돌 하나를 놓으면서 세상을 짓는 데 기여한다고 느끼는 것이다.) | ” |

또한 미셸 랄롱드와 앙드레 프레보스트의 오라토리오 「인간의 대지」는 플라스 데 나시옹 개막식에서 공연되었고 참가국의 국제 대표들이 참석했으며, 프랑스 작가의 '이상주의적 수사'를 강하게 투영했다. 그의 미망인인 콘수에로 데 생텍쥐페리(1901–1979)도 세계 박람회 개막식의 특별 초청자였다.
- 1975년 11월 러시아 천문학자 타마라 스미르노바가 발견하고 잠정적으로 소행성 1975 VW3으로 분류된 소행성 2578 생텍쥐페리는 작가-비행사를 기리기 위해 개명되었다.[116] 또 다른 소행성은 46610 베시두즈 (틀:십육진법과 프랑스어로 'B612'로 번역됨)로 명명되었다.[117] 또한 지구-소행성 방어 조직인 B612 재단은 소행성 B-612에서 지구로 떨어진 작가의 어린 왕자를 기리기 위해 명명되었다.[118][119][120][121]
- 우표 수집 공헌은 2011년 현재 최소 25개국에서 발행되었다.[122] 그가 사망한 지 불과 3년 만에, 조종사-비행사는 처음으로 8 프랑 프랑스령 서아프리카 항공우편 우표(스코트 카탈로그 # C11)에 실렸다. 프랑스는 몇 달 후 1948년에 그를 기리는 80 프랑 항공우편 우표(CB1)를 발행했으며, 1970년에는 그와 항공우편 선구자 장 메르모즈, 그리고 초음속 콩코드 여객기를 모두 기리는 또 다른 우표(C43)를 발행했다.[122] 작가 사망 50주년을 기념하여 이스라엘은 1994년에 "생텍스"와 어린 왕자를 기리는 우표를 발행했다.[123]
- 생텍쥐페리가 선구적인 남아메리카 항공우편 항공사인 아에로포스타 아르헨티나의 창립 이사가 되었던 아르헨티나와 브라질에서는:
  - 세로 찰텐 (몬테 피츠로이로도 알려짐) 근처 아르헨티나 파타고니아 로스글라시아레스 국립공원에 위치한 산봉우리인 아구하 생텍쥐페리는 생텍쥐페리를 기리기 위해 명명되었다.[출처 필요]
  - 산 안토니오 오에스테 시립 공항은 앙투안 드 생텍쥐페리 공항으로 명명되었다.[124] 공항 건물에는 작은 박물관 전시가 있다.
  - 상파울루 오카우수를 운항하는 작은 브라질 공항은 조종사의 이름을 따서 명명되었다.[출처 필요]
  - 여러 아르헨티나 학교들도 작가-비행사의 이름을 따서 명명되었다.[출처 필요]

산타 카타리나 섬에 있는 캄페체 마을의 주요 거리는 그가 이 지역과 연결되어 있었기 때문에 아베니다 프린시페 페케뇨라고 불린다.

### 기관 및 학교
- 1960년 인도주의 단체인 테르 데 옴므는 생텍쥐페리의 1939년 철학적 회고록 『Terre des hommes』(영어로 Wind, Sand and Stars라는 제목)의 이름을 따서 스위스 로잔에서 에드몽 카이저에 의해 설립되었다.[125] 다른 테르 데 옴므 협회들은 나중에 비슷한 사회사업 및 인도주의적 목표를 가진 더 많은 국가에서 조직되었다. 여러 독립적인 그룹들은 새로운 상위 조직인 Terre des Hommes-Fédération Internationale (TDHFI, 영어: 국제 테르 데 옴므 연맹, 또는 IFTDH)를 결성하기 위해 합류했다. 국가 구성원들은 1966년에 스위스 제네바에 본부를 둔 새로운 상위 조직을 공식화하기 위해 처음 만났다. 2009년 현재 캐나다, 덴마크, 독일, 프랑스, 이탈리아, 룩셈부르크, 네덜란드, 스페인, 스위스, 시리아의 11개 조직이 연맹에 속해 있다. 그들의 중요한 활동 중 하나는 유엔 경제 사회 이사회 (ECOSOC)에 대한 자문 역할이다.[126]
- 2009년 6월, 생텍쥐페리-다가이 재단은 파리에서 앙투안 드 생텍쥐페리 청소년 재단(FASEJ)을 설립하여 전 세계 청소년, 특히 소외 계층 청소년을 위한 교육, 예술, 문화, 건강 및 스포츠를 증진하고 있다. 생텍쥐페리의 철학과 그의 기억을 따르는 이 조직은 그의 원본 필사본 중 하나를 소더비스 경매에서 312,750유로에 판매하여 부분적으로 자금을 조달했다.[127][128]
- 프랑스, 유럽, 퀘벡, 남아메리카 전역에 걸쳐 수많은 공립학교, 리세, 고등학교, 대학 및 기술 학교가 생텍쥐페리의 이름을 따서 명명되었으며, 아프리카에도 최소 두 곳이 있다. 르완다의 프랑스 국제학교인 키갈리 생텍쥐페리 에콜과 세네갈 생 루이의 에콜 프랑세즈 앙투안 드 생텍쥐페리도 그의 이름을 따서 명명되었다.[129][130]

### 기타
생텍쥐페리와 그의 가장 유명한 문학 작품인 어린 왕자를 기리는 수많은 다른 추모 행사들이 진행되었다:
- 생텍쥐페리가 소속되었던 프랑스 공군 비행대 중 하나인 GR I/33 (나중에 1/33 벨포르 비행대로 개명)은 다소 미라주 전투기에 비행대 및 꼬리 휘장의 일부로 어린 왕자 이미지를 채택했다.[131]
- 구글은 생텍쥐페리의 110번째 생일을 기념하여 어린 왕자가 새 떼에 의해 하늘로 올려지는 특별 로고를 선보였다.[132]
- 프랑스 및 다른 국가 전역에서 수많은 거리와 지명이 작가-비행사의 이름을 따서 명명되었다.[출처 필요]
- 워싱턴 D.C. U-스트리트 복도 근처의 인기 있는 바와 나이트클럽인 Cafe Saint-Ex는 생텍쥐페리를 이름의 근원으로 삼고 있다.[출처 필요]
- 우루과이 항공사 BQB 리네아스 아에레아스는 ATR-72 (CX-JPL) 항공기 중 하나를 비행사를 기리기 위해 명명했다.[출처 필요]
- 인터내셔널 워치 컴퍼니(IWC)는 여러 손목시계 라인에 생텍쥐페리 헌정 버전을 만들었으며, 그의 서명에서 따온 독특한 'A'가 다이얼에 새겨져 있다.[출처 필요]
- 플라잉 미국 항공 잡지는 생텍쥐페리를 "항공 영웅 51인" 목록에서 41위로 선정했다.[133]
- 프랑스 50프랑 지폐에는 앙투안 드 생텍쥐페리가 그려져 있으며, 그의 작품들을 암시하는 여러 특징들이 있다.[134]
- CMA CGM 그룹의 창립 40주년을 기념하는 새로운 주력 선박은 그의 업적을 기리기 위해 CMA CGM 앙투안 드 생텍쥐페리라는 이름을 사용한다.[출처 필요]

## 대중문화에서

### 영화
- 용기의 날개는 프랑스 감독 장자크 아노의 1995년 다큐드라마이다. 이 영화는 세계 최초로 IMAX 형식으로 촬영된 극영화이며, 초기 항공우편 조종사인 앙리 기욤(크레이그 셰퍼 분), 생텍쥐페리(톰 훌스 분) 등 여러 인물의 실제 이야기를 담고 있다.[출처 필요]
- 생텍쥐페리와 그의 아내 콘수에로는 1996년 영국의 프랑스 작가-조종사 전기 영화인 세인트-엑스에서 브루노 간츠와 미란다 리처드슨이 연기했다. 이 영화에는 엘리너 브론도 출연했으며, 프랭크 코트렐 보이스가 각본을 맡아 영국에서 촬영 및 배급되었다. 이 영화는 전기, 다큐멘터리, 극적 허구의 요소를 결합하고 있다.[출처 필요]

### 문학
- 그의 실종 후, 콘수에로 데 생텍쥐페리는 『장미 이야기』를 썼는데, 이 책은 2000년에 출판되었고 이후 16개 언어로 번역되었다.[135]
- 생텍쥐페리는 톰 울프의 『더 라이트 스터프 (책)』에 언급된다: "성인, 짧게 말해 그의 이름에 충실한, 하느님의 오른편에서 날아다니는. 선한 성자 엑스! 그리고 그만이 아니었다. 그는 단지 그것을 가장 아름답게 말로 표현하고 스스로 옳은 것에 제물을 바친 자일 뿐이었다."[출처 필요]
- 만화가 위고 프라트는 『Saint-Exupéry: le dernier vol』(1994)에서 생텍쥐페리의 마지막 비행에 대한 환상적인 이야기를 상상했다.[출처 필요]
- 생텍쥐페리는 아니아 샤도의 2013년 역사 소설 『스튜디오 생텍스』(크노프, 뉴욕/펭귄, 캐나다)의 주인공이다. 이 소설에서 생텍쥐페리는 뉴욕에서 『어린 왕자』를 쓰면서 미국의 제2차 세계 대전 참전을 기다린다.[출처 필요]
- 『인간의 대지 (생텍쥐페)』는 도나 타트의 『황금방울새 (소설)』(2013)에서 화자 테오 데커에게 중요한 책이며, 그는 이 책을 자주 다시 읽는다.[출처 필요]
- 생텍쥐페리는 안토니오 이투르베의 2017년 스페인어 소설 『A cielo abierto』의 주인공으로, 이 소설은 영어로 번역되어 2021년 『하늘의 왕자』라는 제목으로 출판되었다.

### 음악
- 생텍쥐페리의 죽음과 호르스트 리페르트가 그를 격추시켰다는 추측은 와이드스프레드 패닉의 열한 번째 스튜디오 앨범 『더티 사이드 다운』에 수록된 "Saint Ex"라는 곡의 주제이다.[출처 필요]
- 스웨덴 팝 밴드 웹스터나스의 1983년 노래 "P 38"은 1944년 7월 생텍쥐페리의 실종에서 영감을 받았다.
- 노르웨이 프로그레시브 록 밴드 가스파초의 콘셉트 앨범 『틱 톡』은 생텍쥐페리의 사막 추락을 기반으로 한다.[출처 필요]
- 예두아르트 힐이 부른 "살아있는 행성에서"라는 노래는 생텍쥐페리에게 헌정되었다.[출처 필요]
- "St. Exupéry Blues" – 러시아 포크 록 밴드 멜니차의 앨범 "Alchemy"에 수록된 곡[출처 필요]
- 미국 싱어송라이터 지미 버핏의 노래 "Far Side of the World"에서 그는 생텍쥐페리와 "인간의 대지"를 언급한다.

### 연극
- 2011년 8월, 생텍쥐페리의 삶을 다룬 연극 『생텍스』가 웨스턴, 버몬트에서 초연되었다.[136]
- 생텍쥐페리는 미국 극작가 마일즈 A. 가르시아의 1막 연극 『DINNER @ AMELIA'S』(2019년)에서 세 명의 역사적 인물 중 한 명으로 등장한다. 같은 연극에 나오는 다른 두 명의 역사적 인물은 브라질의 선구적인 비행사 알베르토 산토스뒤몽과 토머스 에드워드 로런스 (미래의 아라비아의 로렌스)이다.

## 같이 보기
- 실종자 목록

### 일반
- 콘수에로 데 생텍쥐페리, 생텍쥐페리의 아내
- 위키백과 생텍쥐페리 문서 색인 목록

### 영어 문학 작품
- 비행사
- 남방 우편기
- 야간비행
- 인간의 대지
- 아라스 상공의 비행
- 어린 왕자
- 삶의 의미

### 미디어 및 대중문화
- 어린 왕자 각색 목록
- 세인트-엑스, 1996년 영국 전기 영화

## 내용주
1. ↑  

생텍쥐페리는 리옹 제2구의 페이라 거리 8번지에서 태어났는데, 이 거리는 나중에 알퐁스 포시에 거리, 그리고 앙투안 드 생텍쥐페리 거리로 이름이 바뀌었다.[7] 그는 다섯 자녀 중 셋째(별명은 '토니오')였고, 누나로는 마리-마들렌("비슈", 1897년 1월 26일 – 1927년), 시몬("모노", 1898년 1월 26일 – 1978년)이 있었고, 남동생 프랑수아(1902–1917)와 여동생 가브리엘("디디", 1903–1986)이 있었다. 그의 부모는 장 드 생텍쥐페리 자작(1863–1904; 다른 자료에는 그의 아버지가 장-마르크 또는 카이사르 드 생텍쥐페리로 기록되어 있다[9])과 마리 부인(본명은 보아예르 드 퐁스콜롱브, 1875–1972)이었다. 그는 1900년 8월 15일 생모리스 드 레멘에 있는 그의 외숙모 예배당에서 가톨릭 세례를 받았는데, 대부(代父)는 삼촌인 미르몽 백작 로제 드 생텍쥐페리(1865년 – 1914년 8월, 제1차 세계 대전 중 벨기에 마이신에서 대대를 이끌다 전사), 대모(代母)는 숙모인 마들렌 퐁스콜롱브였다.[8]
2. ↑  

엘렌(넬리) 드 보게(1908–2003)는 프랑스 사업가에게서 태어난 엘렌 자우네스였으며, 1927년 보게가 되어 그와 아들 파트리스를 낳았다. 엘렌은 여러 생텍쥐페리 전기에서 "B 부인"으로만 언급된다. 이는 그녀가 작가-비행사의 글을 프랑스 국립 기록 보관소에 기증하기 전에 작가들과 맺은 합의 때문인데, 이 글은 2053년까지 공개되지 않을 것이다. 그녀가 익명성을 추구한 것은 생텍쥐페리의 명성을 보호하기 위함으로 여겨지는데, 제2차 세계 대전 중 미국 전략사무국은 그녀를 비밀 비시 프랑스 요원이자 협력자로 의심했다.[23]
3. ↑  
샤를 드 코닝크의 큰 집은 이후 역사적 건물로 분류되었으며, 학계, 과학계, 지성계, 정치계의 수많은 세계적 인사들이 자주 방문했다. 토마스는 생텍쥐페리의 방문에서 몇 가지 기억을 간직하고 있었다: "[그는] 위대한 분이셨어요. 그는 비행사였어요. 우리가 쉽게 정을 붙일 수 있는 분이었고, 우리 아이들에게 관심을 보여주셨죠. 종이비행기를 만들어주시고, 그림도 그려주셨어요. [...] 그는 수학적 수수께끼를 좋아했어요." 다음 해, 그는 어린 왕자를 출판했다. 지역 전설에 따르면, 생텍쥐페리는 많은 질문을 했던 어린 드 코닝크에게서 영감을 받았다고 한다. 그러나 토마스 드 코닝크는 이러한 해석을 부인했다: "어린 왕자는 생텍쥐페리 자신입니다."
4. ↑  생텍쥐페리의 프랑스 정규 출판사 갈리마르는 『어린 왕자』가 1946년에 출판되었다고 명시하고 있지만, 이는 해당 소설의 저작권 보호 기간을 1년 더 연장하기 위한 법률적 해석일 가능성이 있으며, 갈리마르의 설명에 따르면 책 판매가 1946년에 시작되었기 때문이라고 한다. 다른 출처들은 언급된 것과 같이 첫 번째 갈리마르 출판사의 12,250부 인쇄가 1945년 11월 30일에 이루어졌다고 보여준다.[43]
5. ↑  추락 후 비행 정지 처분을 받은 생텍쥐페리는 현역 전투 비행 임무로 복귀하기 위해 모든 노력을 아끼지 않았다. 그는 나이와 신체적 장애를 극복하기 위해 모든 인맥과 설득력을 동원했는데, 이는 평범한 애국자라면 전쟁 조종사로 복무하는 것을 완전히 불가능하게 했을 것이다. 그의 복직에 결정적인 역할을 한 것은 1944년 2월, 유창한 이중 언어 구사자인 라이프지 특파원 존 필립스와 제안한 합의였다. 생텍쥐페리는 "...글을 쓸 것이고, 당신이 나를 비행대에 복귀시켜준다면 내 작품을 당신 출판사에 기부하겠다"고 약속했다.[48] 필립스는 나중에 이탈리아의 고위 미 육군 항공대 언론 장교인 존 리건 맥크레리 대령을 만났고, 맥크레리 대령은 라이프지의 요청을 이커 장군에게 전달했다. 비행 상태 복귀 승인은 "...특혜가 아니라 예외적으로" 이루어질 것이었다. 잔혹하게 당한 프랑스인들은 독일인의 목을 "...아마 누구보다도 기꺼이" 자를 것이라고 언급되었다.
6. ↑  생텍쥐페리는 이전에 다섯 번의 심각한 항공기 추락 사고로 인한 부상으로 인해 재발하는 통증과 움직임 제한을 겪었다. 그의 사망 후에는 그의 실종이 항공기 고장이나 전투 손실이 아닌 자살의 결과라는 모호한 시사도 있었다.
7. ↑  여러 자료에 따르면 그의 마지막 비행은 일곱 번째, 여덟 번째, 아홉 번째, 심지어 열 번째 임무였다고 한다. 그는 비행대에 제출된 거의 모든 제안된 임무에 자원했으며, 두 번째 출격 후 비행이 정지되자 격렬하게 항의했는데, 이 출격은 P-38의 파괴로 끝났다. 생텍쥐페리의 친구, 동료, 동포들은 그를 지상에 묶어두고 위험으로부터 벗어나게 하려 노력했지만, 그의 고위층 인맥과 라이프지와의 출판 계약이 비행 정지를 해제하는 데 결정적인 역할을 했다.[53]
8. ↑  

잔해 회수 보고서에 따르면, 생텍쥐페리의 P-38은 F-5B-1-LO, LAC 2734 변형, 일련 번호 42-68223으로 확인되었으며, 1944년 7월 31일 오전 8시 45분 프랑스 코르시카 보르고-포레타, 바스티아에서 이륙했다. 보고서에는 생텍쥐페리의 항공기에서 나온 것임을 확인시켜 주는 일련 번호가 새겨진 부품 이미지가 포함되어 있다. 잔해의 넓이(길이 1km, 너비 400m)는 항공기가 고속으로 수면에 충돌했음을 시사했다.[59]
9. ↑  루프트바페 조종사는 코르시카 근처를 순찰 중이었고, 메러디스 중위를 요격했을 수 있다.[65] 메러디스 중위의 유해는 회수되지 않았다. 그는 이탈리아 피렌체 ABMC 묘지의 실종자 명판에 등재되어 있다(ABMC 기록). 메러디스 중위는 호르스트 리페르트(아래 참조)가 복무하던 3./Jagdgruppe 200의 펠트베벨 구트에 의해 격추되었다. 구트의 격추 주장은 독일 연방 기록 보관소-군사 기록 보관소에 보관된 목록에 기록되어 있다. 요격 진행 상황은 연합군 레이더 및 무선 감청 기지에 의해 추적되었고, 제23 사진 비행대/제5 정찰 그룹의 진 C. 메러디스 2중위의 손실에 대한 실종 항공기 승무원 보고서 7339에 문서화되었다. 7월 30일의 요격된 지중해 연합군 공군 신호 정보 보고서에는 "연합군 정찰기가 11시 15분(GMT)에 격추되었다고 주장되었다"고 기록되어 있다. 메러디스 비행기의 마지막 추정 위치는 북위 43도 07분, 동경 07도 56분이다.[66]
10. ↑  그는 프랑스 다뉴의 독일군 묘지에 묻혀 있다.
11. ↑  RAF의 제276 비행단(신호 정보, 연합군 루프트바페 통신 감청) 작전 기록장에는 1944년 7월 31일 단지 다음과 같이 기록되어 있다: "... 07시 58분/09시 29분 사이에 칸, 툴롱 및 북부 지역 상공에서 연합군 전투기에 반응하여 세 개의 적 전투기 섹션이 작전 중이었다. 접촉 없음. 14시 10분/14시 25분 사이에 툴롱 북부에서 순찰 활동 보고."[65]
12. ↑  문서 OIS 4FG 40 및 OP rep 25(SHD/공군에서 확인 가능)에 따르면, 베르코르 산괴에서 오렌지까지 소탕 임무를 수행하던 제4전투비행대대는 오전 11시 30분 동쪽으로 비행하는 두 대의 독일군 "적기"를 관측했다. 생텍쥐페리의 연료 잔량과 예상 임무 지속 시간을 고려할 때, 그가 독일 항공기와 조우했을 가능성이 있다.[75]
13. ↑  생텍쥐페리의 위상 때문에 리페르트의 주장이 "억압"되었다는 주장은 루프트바페 조종사들이 자신의 격추를 즉시 보고하는 경향이 있었고, 연합군은 생텍쥐페리의 실종 상태를 최소 이틀 동안은 알리지 않았다는 점을 고려할 때 회의적인 시각을 받았다.[65] 리페르트가 목격자 없이 혼자 비행했음을 고려할 때, 공식적인 격추를 주장하지 않았을 수도 있다.[75] 전쟁 후, 호르스트 리페르트는 텔레비전 기자로 활동하며 독일 제2텔레비전 스포츠 부서를 이끌었다. 그는 독일 가수 이반 레브로프의 형이었다. 리페르트는 2013년에 사망했다.
14. ↑  또한 제33사진정찰비행대대의 역사에 묘사된 바와 같이, P-38이 7월 31일 이스트르 근처에서 대공포 화재를 유발했는데, 이는 생텍쥐페리 사망의 직간접적인 원인이 많을 수 있다는 것을 상기시킨다.[75][83]
15. ↑  이 책의 프랑스어판과 영어판(Terre des hommes/인간의 대지 (생텍쥐페리))은 상당한 차이가 있었는데, 생텍쥐페리는 원래 프랑스어판에서 미국 독자에게 적합하지 않다고 생각한 부분을 삭제하고, 해당 그룹을 위해 특별히 작성되어 영어로 번역된 새로운 내용을 추가했다(그는 영어를 잘 구사하거나 쓸 수 없었다). 초기 영어 번역판에는 나오지 않았지만, 나중에 인쇄된 판본에는 앤 모로 린드버그가 기고하고 1939년 10월 14일 새터데이 리뷰 오브 리터러처에 이전에 발표된 "감사의 글"이 추가되었다.[87]
16. ↑  Flying의 『삶의 의미』 서평 마지막 문단은 생텍쥐페리의 마지막 임무가 폭격 출격이었다고 잘못 진술하고 있는데, 실제로는 프랑스 남부 침공을 앞둔 사진 정찰 임무였다.
17. ↑  그 대가로 린드버그는 생텍쥐페리의 『인간의 대지』 후기 판본에 1939년 10월 14일 새터데이 리뷰 오브 리터러처에 이전에 발표되었던 "감사의 글"을 기고했다.[87]

### 인용
1. 1 2  Schiff (2006), xi쪽.
2. ↑  〈Saint-Exupéry, Antoine de〉. 《렉시코 영국 영어 사전》. 옥스퍼드 대학교 출판부. 2021년 9월 6일에 원본 문서에서 보존된 문서.
3. ↑  “Saint-Exupéry”. 《The American Heritage Dictionary of the English Language》 5판. HarperCollins. 2019년 8월 29일에 확인함.
4. ↑  Tagliabue, John (2008년 4월 11일). “Clues to the Mystery of a Writer Pilot Who Disappeared”. 《The New York Times》 (미국 영어). ISSN 0362-4331. 2023년 11월 21일에 원본 문서에서 보존된 문서. 2022년 1월 6일에 확인함.
5. ↑  Kocis, Desiree (2019년 12월 17일). “Mysteries of Flight: The Disappearance of Antoine de Saint-Exupéry”. 《Plane & Pilot Magazine》 (미국 영어). 2023년 11월 21일에 원본 문서에서 보존된 문서. 2022년 1월 6일에 확인함.
6. ↑  Acte de naissance numéro 1703, page 158/257, reg. 2E1847 보관됨 15 8월 2017 - 웨이백 머신, with marginal note concerning his marriage with Consuelo Suncin (니스, 1931년 4월 22일). Archives municipales numérisées de Lyon.
7. 1 2  Webster (1994), 12쪽.
8. 1 2  Chronology of Antoine de Saint-Exupéry. 보관됨 1 9월 2011 - 웨이백 머신 AntoinedeSaint-Exupéry.com website. Retrieved 2011년 10월 31일.
9. ↑  Commire (1980), 154쪽.
10. ↑  Schiff (2006), ix쪽.
11. ↑  Schiff (1996), 61–62쪽.
12. ↑  Schiff (1996), 80쪽.
13. ↑  Schiff, Stacy (1994). 《Saint-Exupéry: A Biography》. New York: Alfred A. Knopf.
14. ↑  “Antoine de Saint-Exupéry (29 June 1900–31 July 1944)”. 《This Day in Aviation》. 2023년 6월 29일.
15. ↑  James, Caryn. "Wings of Courage: High Over the Andes, In Enormous Goggles (1995 Film Review)." 뉴욕 타임스, 1995년 4월 21일. Retrieved 2012년 9월 28일.
16. ↑  Actualités: Découverte d'un film en couleur sur Saint Exupéry 보관됨 4 7월 2011 - 웨이백 머신 (media release), AntoinedeSaintExupéry.com website (프랑스어). Retrieved 2011년 9월 25일.
17. ↑  Willsher, Kim. "Haunting Film of Petit Prince Author Saint-Exupéry For Auction." Guardian.uk.co, 2010년 4월 9일. 2010년 4월 10일에는 인쇄판 31쪽에 실렸다. 개정: 2010년 4월 13일.
18. ↑  Ibert, Jean-Claude. Antoine de Saint-Exupéry: Classiques de XXe Siècle. Paris: Éditions Universitaires, 1953, p. 123.
19. ↑  “The Grown-Up Saint-Exupéry”. 《National Endowment for the Humanities》. 2024년 6월 12일에 원본 문서에서 보존된 문서. 2024년 6월 12일에 확인함.
20. ↑  Schiff (1996), 210쪽.
21. ↑  Webster, Paul. "Flying Into A Literary Storm: Antoine de Saint-Exupéry, Author of 'The Little Prince', was born 100 years ago. The Celebrations, however, have been marred by his widow's bitter account of their marriage." 보관됨 26 7월 2020 - 웨이백 머신 가디언 (런던), 2000년 6월 24일.
22. ↑  "Biography: Nelly de Vogüé (1908–2003)." 보관됨 14 7월 2018 - 웨이백 머신 AntoinedeSaintExupery.com. Retrieved 2012년 5월 23일.
23. ↑  Carrol, Tim. "Secret Love of a Renaissance Man". 데일리 텔레그래프, 2007년 4월 30일.
24. 1 2 3 4 5  Schiff, Stacy. "Bookend: Par Avion." 보관됨 13 1월 2018 - 웨이백 머신 뉴욕 타임스, 2000년 6월 25일.
25. ↑  Antoine de Saint-Exupery. Poems 보관됨 13 8월 2023 - 웨이백 머신 poemhunter.com
26. ↑  “Reconnaissance Group GR II/33”. 《French Air Force 1939–1940》. 2024년 6월 12일에 원본 문서에서 보존된 문서. 2024년 6월 12일에 확인함.
27. ↑  망명 기념 센터.
28. ↑  Saint-Exupéry, A. (1943) Lettre à un Otage, Éditions Brentano's. PDF version 보관됨 16 5월 2018 - 웨이백 머신
29. ↑  엘리스 섬 승객 등록 기록.
30. ↑  Schiff (1996), 331쪽.
31. ↑  "French Flier Gets Book Prize for 1939: Antoine de St. Exupery Able at Last to Receive ..." 뉴욕 타임스, 1941년 1월 15일, p. 6.
32. ↑  콘수에로 데 생텍쥐페리, tr. by Woods, Katherine. Kingdom of the Rocks: Memories of Oppède, 랜덤하우스, 1946.
33. ↑  Schiff (1996), 338쪽.
34. ↑  Dunning (1989).
35. ↑  Cotsalas (2000).
36. ↑  Fallen Hero: Charles Lindbergh in the 1940s, WGBS, PBS 웹사이트. PBS.org 2013년 2월 1일 검색.
37. 1 2 3  Milestones, Aug. 14, 1944. Missing in Action: Count Antoine de Saint Exupéry. 타임 (잡지), 1944년 8월 14일. Quote: "Saint Exupery, veteran of over 13,000 flying hours, was grounded last March by a U.S. Army Air Forces officer because of age, was later put back into his plane by a decision of Lieut. General Ira C. Eaker, flew some 15 flak-riddled missions in a P-38 before his disappearance."
38. 1 2  Schiff (2006), 379쪽.
39. ↑  Brown (2004).
40. ↑  Schiff (1996), 278쪽.
41. 1 2  Severson (2004), 166, 171쪽.
42. 1 2 3  Schiff (1996), 366쪽.
43. ↑  "Le Petit Prince – 1945 – Gallimard." 보관됨 4 3월 2012 - 웨이백 머신 LePetitPrince.net website. Retrieved 2011년 10월 26일.
44. ↑  Saint-Exupéry (1943), Preamble.
45. ↑  Schiff (2006), 180쪽.
46. ↑  Cate (1970).
47. ↑  Schiff (2006), 423쪽.
48. ↑  Schiff (2006), 421쪽.
49. ↑  Schiff (2006).
50. ↑  Buckley, Martin. "Mysterious Wartime Death of French Novelist." 보관됨 23 8월 2011 - 웨이백 머신 BBC 뉴스, World Edition, 2004년 8월 7일. Retrieved 3 August 2012.
51. ↑  Schiff (2006), 430–433, 436–437쪽.
52. ↑  Schiff (2006), 430쪽.
53. ↑  Eyheramonno, Joelle. "Antoine de Saint-Exupéry." Slamaj personal website, 2011년 10월 22일. 보관됨 11 8월 2011 - 웨이백 머신
54. ↑  Schiff (2006), 402–451쪽.
55. ↑  Schiff (2006), 434–438쪽.
56. 1 2  "Saint-Exupery Committed Suicide Says Diver Who Found Plane Wreckage." 보관됨 18 3월 2017 - 웨이백 머신 Cyber Diver News Network, 2004년 8월 7일. (Note: old link location became a dead link 보관됨 9 5월 2008 - 웨이백 머신)
57. ↑  Lichfield, John. "St Exupery plane wreck found in Med." 인디펜던트, 2000년 5월 28일.
58. 1 2  "France Finds Crash Site of 'Little Prince' Author Saint-Exupery." Europe Intelligence Wire, 프랑스 통신사, 2004년 4월 7일. Retrieved 9 November 2011 via Gale General OneFile (subscription); Gale Document Number: GALE|A115071273.
59. 1 2  Aero-relic.org. "Riou Island's F-5B Lightning, Rhône's Delta, France. Pilot: Commander Antoine de Saint-Exupéry (aircraft crash recovery report)". 보관됨 21 4월 2008 - 웨이백 머신 Aero-relic.org, 12 April 2004. Retrieved 10 August 2009.
60. ↑  "Saint-Exupéry's Plane Found". 토론토: 글로브 앤드 메일, 2004년 4월 8일, p. R6.
61. 1 2  "Antoine de Saint-Exupéry aurait été abattu par un pilote allemand" (프랑스어). 보관됨 24 3월 2008 - 웨이백 머신 르 몽드, 2008년 3월 15일.
62. ↑  "Current Exhibitions: IWC-Saint Exupery Space." 보관됨 2 4월 2012 - 웨이백 머신 Association des Amis du Musée de l'Air website, 2011년 9월 21일.
63. 1 2  Rumbold, Richard & Stewart, Lady Margaret. The Winged Life 보관됨 16 4월 2018 - 웨이백 머신, N.Y.: David McKay Company, 1953. P.214
64. 1 2  Triebel, Claas.The Last Hours of Commander Saint-Exupery 보관됨 26 3월 2014 - 웨이백 머신, 키케로 매거진, 2008년 4월 12일. Retrieved 2014년 3월 25일.
65. 1 2 3 4 5 6  Beale, Nick. "Saint-Exupéry Entre mythe et réalité." Aero Journal, No. 4, 2008, pp. 78–81. More details on the web-site "Ghost Bombers" (see External links)
66. ↑  "Saint-Exupéry episode." 보관됨 5 10월 2011 - 웨이백 머신 Ghostbombers.com. Retrieved 30 September 2012.
67. ↑  “Letter of Robert Heichele”. 《Der Landser》 (725). 1972.
68. ↑  Jackson, Michael (2013). 《The Other Shore: Essays on Writers and Writing》. University of California Press. 47–48쪽.
69. ↑  Axel Urbanke: "Green Hearts: First in Combat with the Dora 9", Eagle Editions, 1997, ISBN 978-0966070606.
70. ↑  UK National Archives file HW5/548, item CX/MSS/T263/29
71. ↑  “Detailansicht”. 《Volksbund.de》. 2016년 11월 5일에 원본 문서에서 보존된 문서. 2014년 5월 18일에 확인함.
72. ↑  Tagliabue (2008).
73. ↑  “Wartime author mystery 'solved'” (영국 영어). 2008년 3월 17일. 2008년 3월 19일에 원본 문서에서 보존된 문서. 2024년 2월 29일에 확인함.
74. ↑  Tagliabue, John. On the Trail of a Missing Aviator, Saint-Exupery 보관됨 10 11월 2016 - 웨이백 머신 뉴욕 타임스 뉴욕판, 2008년 4월 10일. Retrieved 2014년 3월 25일.
75. 1 2 3 4 5  Julien, Guy. "Revisting Saint-Exupery." Aero Journal, No. 6, 2008.
76. ↑  "Ivan Rebroffs Bruder schoss Saint-Exupéry ab" (독일어). 프랑스 통신사, 2008년 3월 15일. 보관됨 20 3월 2008 - 웨이백 머신
77. ↑  German "Pilot fears he killed writer St. Exupéry." 로이터 뉴스 기사, 르 피가로에서 리페르트 인용, 2008년 3월 16일. Retrieved 2008년 3월 16일. 보관됨 19 3월 2008 - 웨이백 머신
78. ↑  Altweg (2008).
79. ↑  Boenisch, Georg & Leick, Romain. Legenden | Gelassen in den Tod 보관됨 11 7월 2016 - 웨이백 머신, 슈피겔, 2008년 3월 22일. Retrieved 2014년 3월 25일.
80. ↑  Bönisch & Leick (2008).
81. ↑  Bobek, Jan.Saint-Exupéry, lack of archival documents 보관됨 10 8월 2016 - 웨이백 머신, HNED.cz, 2008년 3월 29일. Retrieved 2014년 3월 25일.
82. ↑  Von Gartzen, Lino & Triebel, Claas. The Prince, The Pilot, and Antoine de Saint-Exupery, Herbig Verlag Publishing, 2008년 8월 1일.
83. ↑  Ehrhardt, Patrick (1997). 《Les Chevaliers de l'Ombre : La 33eme Escadre de Reconnaissance : 1913–1993》. Saverne.
84. ↑  “The True Events That Inspired 'The Little Prince'”. 《Time》 (영어). 2024년 12월 3일에 원본 문서에서 보존된 문서. 2022년 1월 6일에 확인함.
85. ↑  “Wind, Sand and Stars Quotes by Antoine de Saint-Exupéry”. 《goodreads.com》. 2022년 1월 6일에 원본 문서에서 보존된 문서. 2022년 1월 6일에 확인함.
86. ↑  "Brief Chronograph Of Publications." 보관됨 14 10월 2008 - 웨이백 머신 LePetitPrince.net, 2011년 10월 26일. Note: the earliest year of publication is given for either of the French or English versions. All of Saint-Exupéry's literary works were originally created in French (he could neither speak nor write English very well), but some of his writings were translated and published in English prior to their French publication.
87. 1 2 3 4  Miller, John R. and Eliot G. Fay. "Antoine de Saint-Exupéry: A Bibliography." 프렌치 리뷰, 미국 프랑스어 교사 협회, Vol. 19, No. 5, 1946년 3월, p. 300 (구독). Retrieved 2011년 9월 20일.
88. ↑  "1939 Book Awards Given by Critics: Elgin Groseclose's 'Ararat' is Picked as Work Which Failed to Get Due Recognition", 뉴욕 타임스, 1940년 2월 14일, p. 25.
89. 1 2  Fay, Elliot G. "Saint-Exupéry in New York." 존스 홉킨스 대학교 출판부, 현대 언어 노트, Vol. 61, No. 7, 1946년 11월, p. 461.
90. ↑  Inman, William H. "Hotelier Saint-Exupery's Princely Instincts." Institutional Investor, 2011년 3월. General OneFile에서 온라인으로 검색됨: 2011년 11월 6일 (구독).
91. ↑  Fay 1946, p. 463.
92. 1 2  Smith, Maxwell A. Knight of the Air: The Life and Works of Antoine de Saint-Exupéry 보관됨 17 3월 2013 - 웨이백 머신 New York: Pageant Press, 1956; London: Cassell, 1959, bibliography, pp. 205–221.
93. ↑  Saint-Exupéry, Antoine de. A Sense of Life. New York: Funk & Wagnalls, 1965.
94. ↑  M.A.K. "Book Reviews: A Sense Of Life." 플라잉 (잡지), 1966년 1월, p. 114.
95. ↑  Saint-Exupéry (1965).
96. 1 2  Saint-Exupéry, Antoine. Retrieved from Trussel.com: 2012년 5월 26일:
  - Saint-Exupéry, Antoine de. An Open Letter to Frenchmen Everywhere 보관됨 7 9월 2012 - 웨이백 머신, 뉴욕 타임스 매거진, 1942년 11월 29일, p. 7. Also published in French as:
  - Saint-Exupéry, Antoine de. "Voulez-vous, Français, vous reconcilier? (French People, Would You Reconcile?)." 보관됨 7 9월 2012 - 웨이백 머신 Le Canada, de Montréal, 1942년 11월 30일.
97. 1 2  Bergé & Associés, Pierre. “Antoine de Saint-Exupéry”. 《pba-auctions.com》 (프랑스어). 2024년 6월 28일에 확인함.
98. ↑  "Articles of StEx: Brief Chronograph of Publications." 보관됨 15 4월 2012 - 웨이백 머신 lepetitprince.net, 2011. Retrieved 2011년 10월 23일.
99. ↑  Schiff (1996), 414쪽.
100. ↑  "French Code of Intellectual Property (프랑스어)." 보관됨 29 8월 2011 - 웨이백 머신 celog.fr. Retrieved: 22 August 2012.
101. ↑  Schiff (2006), 438쪽.
102. ↑  “Antoine de Saint-Exupéry | Northport-East Northport Public Library”. 《nenpl.org》. 2024년 6월 28일에 원본 문서에서 보존된 문서. 2024년 6월 28일에 확인함.
103. ↑  “Google Maps”. 《Google Maps》 (영어). 2024년 6월 28일에 원본 문서에서 보존된 문서. 2024년 6월 28일에 확인함.
104. ↑  “Resultat d'imatges de le petit prince statue lyon | Statue, The little prince, Buddha statue”. 《Pinterest》 (영어). 2024년 6월 28일에 원본 문서에서 보존된 문서. 2024년 6월 28일에 확인함.
105. ↑  “Rue Antoine de Saint Exupéry”. 《IZI Travel》 (영어). 2024년 6월 28일에 확인함.
106. ↑  “Halls d'exposition: Saint-Exupéry”. 2009년 12월 5일에 원본 문서에서 보존된 문서. 2009년 12월 5일에 확인함., Le Bourget, Paris: 프랑스 항공우주 박물관 웹사이트. Archive.org에서 가져옴, 2013년 3월 13일. (프랑스어)
107. ↑  Mandel, Charles. "Museum Marks Pilot's Life And Dangerous Times." 에드먼턴 저널, 에드먼턴, 앨버타, 1995년 1월 17일, p. A.11.
108. ↑  "The Legend of Saint-Exupéry in Brazil." 보관됨 26 4월 2012 - 웨이백 머신 TheLittlePrince.com, 2011년 3월 11일.
109. ↑  "Toulouse va célébrer Antoine de Saint-Exupéry." 보관됨 23 8월 2011 - 웨이백 머신 Toulouse7.com, 2011년 9월 22일.
110. ↑  Rothstein, Edward. 70 Years on, Magic Concocted in Exile: The Morgan Explores the Origins of 'The Little Prince', 뉴욕 타임스 웹사이트, 2014년 1월 23일, 2014년 1월 24일 인쇄판 p. C25 (뉴욕판)에 게재. Retrieved 2014년 1월 24일.
111. ↑  Gaffney, Adrienne. On View | Long Live "The Little Prince" 보관됨 1 7월 2020 - 웨이백 머신, 뉴욕 타임스 블로그 웹사이트, 2014년 1월 23일. Retrieved 2014년 1월 24일.
112. ↑  Maloney, Jennifer. 'The Little Prince' lands at the Morgan Library: A New Exhibit Explores the Author's Years Writing in New York 보관됨 27 8월 2016 - 웨이백 머신, 월스트리트 저널 웹사이트, 2014년 1월 23일. Retrieved 2014년 1월 24일.
113. ↑  The Little Prince: A New York Story: January 24 through April 27, 2014 보관됨 31 12월 2013 - 웨이백 머신, 뉴욕시: 모건 라이브러리 & 뮤지엄 웹사이트, 2014년 1월. Retrieved 2014년 1월 15일.
114. ↑  Runcie, Charlotte. The story of The Little Prince and the Big Apple, 데일리 텔레그래프 웹사이트, 2014년 1월 24일. Retrieved 2014년 1월 24일.
115. ↑  Krôller, Eva-Marie. "Expo '67: Canada's Camelot?" 캐나다 문학, 1997년 봄–여름, 제152–153호, pp. 36–51.
116. ↑  “MPC/MPO/MPS Archive”. 《소행성 센터》. 2010년 10월 7일에 원본 문서에서 보존된 문서. 2016년 12월 6일에 확인함.
117. ↑  Schmadel, Lutz D. (2007). 〈(46610) Bésixdouze〉. 《Dictionary of Minor Planet Names – (46610) Bésixdouze》. 스프링거 베를린 하이델베르크. 895쪽. doi:10.1007/978-3-540-29925-7_10040. ISBN 978-3-540-00238-3.
118. ↑  Greenfieldboyce, Nell (2005년 11월 10일). “Nudging Killer Asteroids Off Course”. 내셔널 퍼블릭 라디오. 2020년 7월 26일에 원본 문서에서 보존된 문서. 2023년 11월 8일에 확인함.
119. ↑  Hut, Piet. Asteroid Deflection: Project B612 보관됨 2020-08-18 - 웨이백 머신, Piet Hut webpage at the 프린스턴 고등연구소 웹사이트. Retrieved July 24, 2014.
120. ↑  Powell, Corey S. "Developing Early Warning Systems for Killer Asteroids" 보관됨 2019-10-26 - 웨이백 머신, Discover, August 14, 2013, pp. 60–61 (subscription required).
121. ↑  Kramer, Jill. Scanning The Skies, 샌러펠 (캘리포니아주), 마린군, 캘리포니아: 퍼시픽 선 (신문), 2004년 7월 7일, 하이빔 리서치를 통해; 또한 Rusty Schweickart: Space Man 보관됨 2015-12-05 - 웨이백 머신로 온라인 출판.
122. 1 2  Images of International Stamps (Government- and Private-Issue) Honoring Saint-Exupéry. 보관됨 7 10월 2012 - 웨이백 머신 Trussel.com website. Retrieved 2012년 2월 9일.
123. ↑  Images of the Israeli Stamp and Related Issues. 보관됨 18 10월 2011 - 웨이백 머신 Trussel.com website. Retrieved 2011년 10월 20일.
124. ↑  "Antoine de Saint Exupéry Airport, San Antonio Oeste, Argentina" 보관됨 12 10월 2008 - 웨이백 머신, Airport-information. Retrieved 8 March 2012.
125. ↑  About Us: What's In A Name? 보관됨 22 12월 2011 - 웨이백 머신, Terre des hommes Ontario. Retrieved 2011년 12월 27일.
126. ↑  "About TDFIF: Our History." 보관됨 26 4월 2012 - 웨이백 머신 Terre des Hommes International Federation. Retrieved 2011년 12월 27일.
127. ↑  Mun-Delsalle, Y-Jean. "Guardians of the Future." The Peak Magazine, 2011년 3월, p. 63. 보관됨 2 5월 2012 - 웨이백 머신
128. ↑  Mun-Delsalle, Y-Jean. "Pursuits: Guardians Of The Future (article synopsis)." The Peak (magazine), 2011년 3월. 보관됨 26 4월 2012 - 웨이백 머신
129. ↑  “AEFE – École française Antoine-de-Saint-Exupéry”. 《Aefe.fr》. 2019년 3월 29일에 원본 문서에서 보존된 문서. 2019년 3월 16일에 확인함.
130. ↑  “École française Saint-Exupery”. 《Ecole-saintexupery.org》. 2019년 1월 4일에 원본 문서에서 보존된 문서. 2019년 3월 16일에 확인함.
131. ↑  Schiff (2006), 445쪽.
132. ↑  "Google's Celebration of Antoine de Saint-Exupéry's 110th Birthday." Logo-Google.com website, 2010년 6월 29일.
133. ↑  “51 Heroes of Aviation”. 2019년 7월 13일에 원본 문서에서 보존된 문서. 2015년 2월 28일에 확인함.
134. ↑  “A Note Fit for a Little Prince – PMG”. 《Pmgnotes.com》. 2019년 9월 30일에 원본 문서에서 보존된 문서. 2019년 3월 16일에 확인함.
135. ↑  Saint-Exupéry (2003).
136. ↑  Grode, Eric. "Musical Couple Turn to Aviator and His Wife." 뉴욕 타임스 뉴욕판, 2011년 8월 21일, p. AR6.
137. Basse, D.H. Le musée de l'Air du Bourget va ouvrir un espace Saint-Exupéry 보관됨 2 8월 2013 - archive.today, French Recreational Aviation bulletin board website. Retrieved from Groups.Google.com 14 March 2013. (프랑스어)

### 자료
- Altweg, Jurg (2008년 3월 28일). “Aus Erfahrung skeptisch: Französische Zweifel an Saint-Exuperys Abschuss durch Horst Rippert”. 《프랑크푸르터 알게마이네 차이퉁》 (32/S44) (프랑크푸르트). 2011년 10월 18일에 원본 문서에서 보존된 문서. 2011년 9월 14일에 확인함.
- Berton, Pierre. 1967: 마지막 좋은 해. 토론토: 더블데이 캐나다, 1997. ISBN 0-385-25662-0.
- Bönisch, Georg; Leick, Romain (2008년 3월 21일). “Gelassen in den Tod”. 《슈피겔》 (독일어).
- Brown, Hannibal (2004). “The Country Where the Stones Fly: Visions of a Little Prince”. 2006년 11월 9일에 원본 문서에서 보존된 문서.
- Cate, Curtis (1970). 《Antoine de Saint-Exupéry : his life and times》. 토론토: Longmans Canada Limited. ISBN 978-1557782915.
- Commire, Anne (1980). 《Something about the author. Volume 20》. Detroit, Mich.: 게일 리서치 컴퍼니. ISBN 978-0-8103-0053-8.
- Cotsalas, Valerie (2000년 9월 10일). “'The Little Prince': Born in Asharoken”. 《뉴욕 타임스》.
- Dunning, Jennifer (1989년 5월 12일). “In the Footsteps of Saint-Exupery”. 《뉴욕 타임스》.
- Murland, Hugh (1991). “The Spirit of Saint-Exupery”. 《에어 엔수지아스트》. 44호. 1–5쪽. ISSN 0143-5450.
- Saint-Exupéry, Antoine de (1943). 《The Little Prince》 1판. 샌디에고.
- Saint-Exupéry, Antoine de (1965). 《A Sense of Life》 (영어). 번역 Adrienne W. Foulke. Funk & Wagnalls.
- Saint-Exupéry, Consuelo (2003). 《The Tale of the Rose: The Love Story Behind The Little Prince》 (영어). 번역 에스더 앨런. 뉴욕: 랜덤하우스 퍼블리싱 그룹. ISBN 978-0-8129-6717-3.
- Schiff, Stacy (1996). 《Saint-Exupéry : a biography》 1 Da Capo판. 뉴욕: 다 카포 프레스. ISBN 978-0-3068-0740-4.
- Schiff, Stacy (2006). 《Saint-Exupéry : a biography》 1 Owl books판. 뉴욕: 헨리 홀트. ISBN 978-0-8050-7913-5.
- Severson, Marilyn S. (2004). 《Masterpieces of French literature》. Westport, Conn.: 그린우드 프레스. ISBN 978-0-313-31484-1.
- La Gazette des Français du Paraguay Antoine de Saint-Exupéry, Vol de nuit 1931, Vaincre l'impossible – Antoine de Saint-Exupéry, Vuelo nocturno 1931, Superar lo desconocido bilingue, numéro 14 année II, Assomption, Paraguay.
- Webster, Paul (1994). 《Antoine de Saint-Exupéry: the life and death of The Little Prince》. 런던: 맥밀런. ISBN 978-0333617021.

## 추가 자료

### 선택된 전기
- Chevrier, Pierre (헬렌 (넬리) 드 보게의 필명). Antoine de Saint-Exupéry. 캐나다 퀘벡 몬트리올: La librairie Gallimard de Montréal, 1950.
- Migeo, Marcel. Saint-Exupéry. 뉴욕: McGraw-Hill, (번역 1961), 1960.
- 앙리 페이르. French Novelists of Today. 뉴욕: Oxford UP, 1967.
- Robinson, Joy D. Marie. Antoine de Saint-Exupéry (트웨인 세계 작가 시리즈: 프랑스 문학). 보스턴: Twayne Publishers, 1984, pp. 120–142.
- Rumbold, Richard and Lady Margaret Stewart. The Winged Life: A Portrait of Antoine de Saint-Exupéry, Poet and Airman. 뉴욕: D. McKay, 1955.
- Smith, Maxwell A. Knight of the Air: The Life and Works of Antoine de Saint-Exupéry. 뉴욕: Pageant Press, 1956.